# Protestes d'Islàndia de 2008

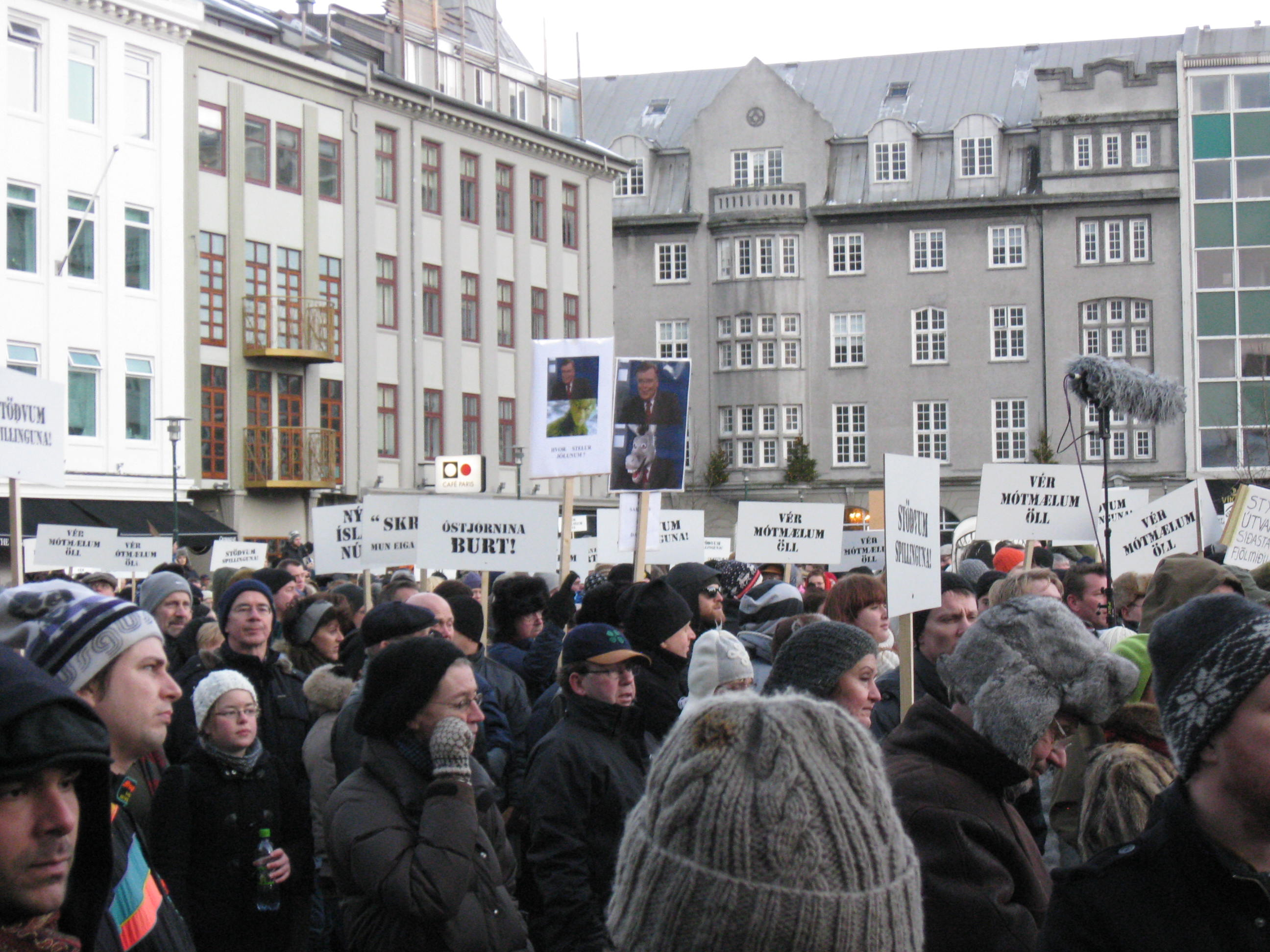
Protestes el 15 de novembre de 2008.

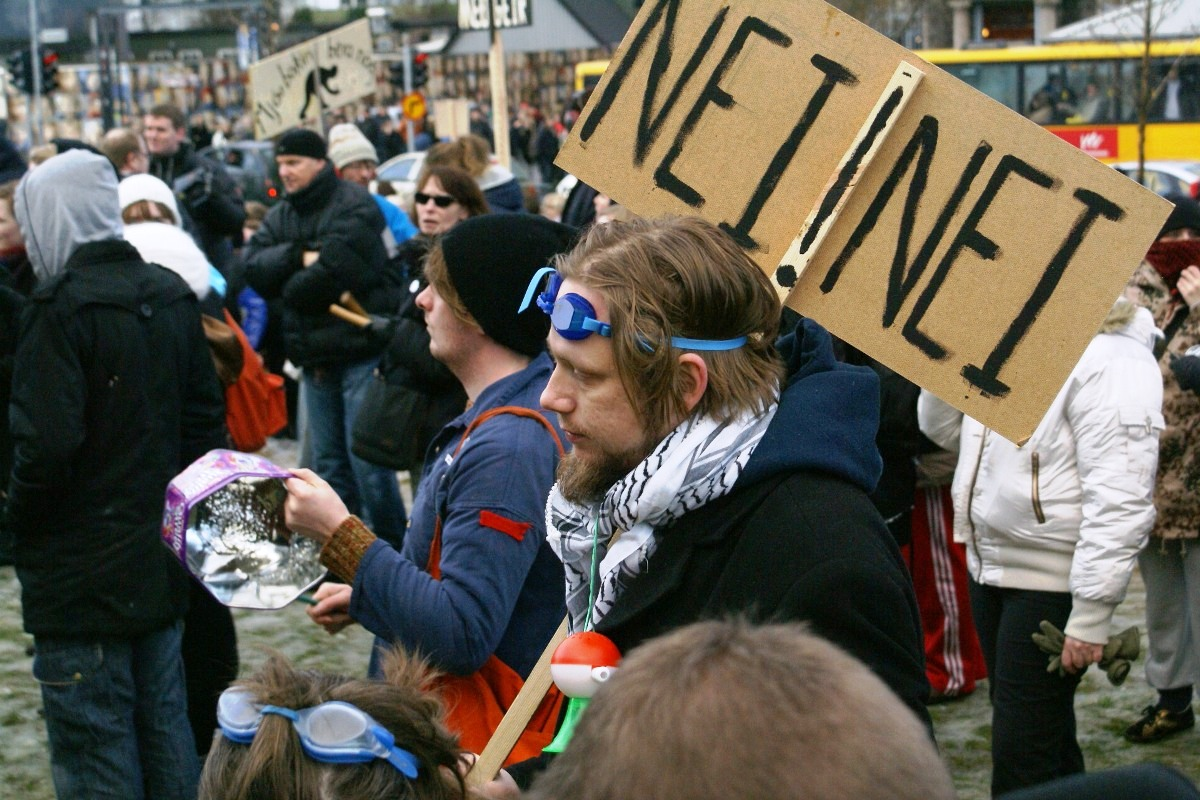
Manifestants amb ulleres per protegir-se dels gasos lacrimògens de la policia.

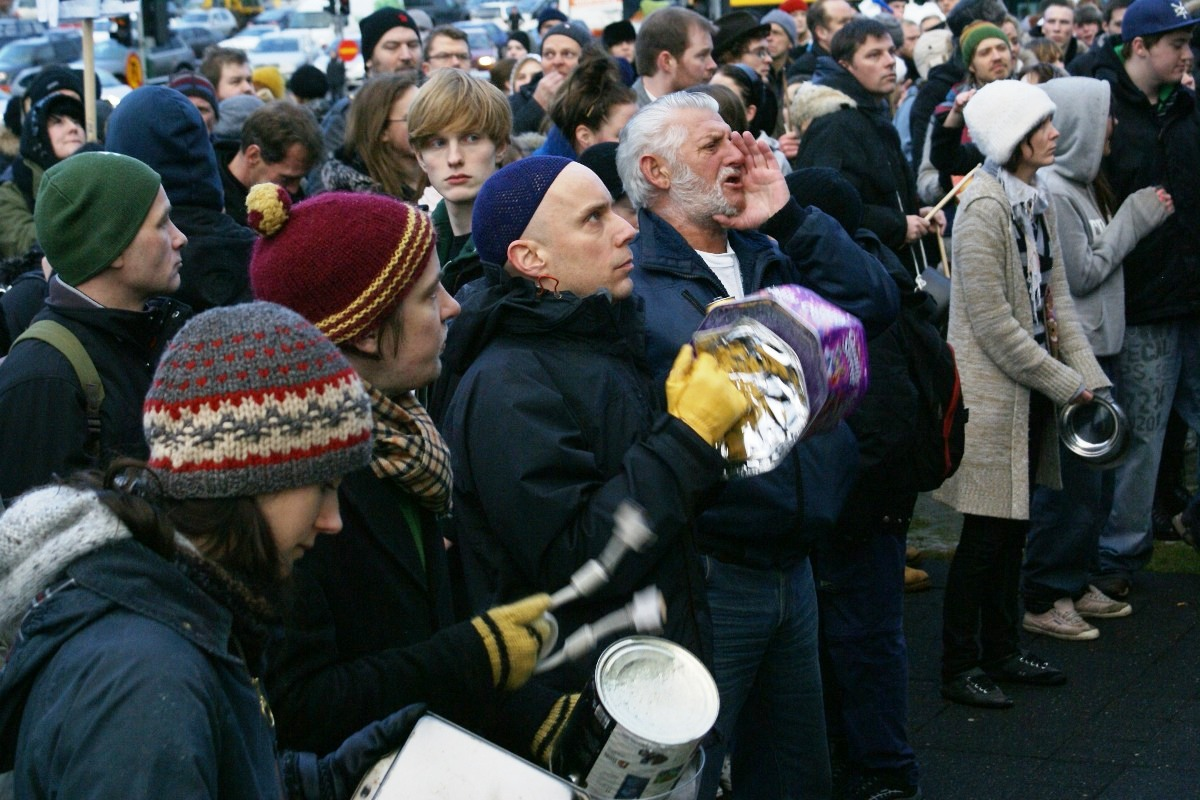
Llaunes i cassoles per fer soroll a les protestes.

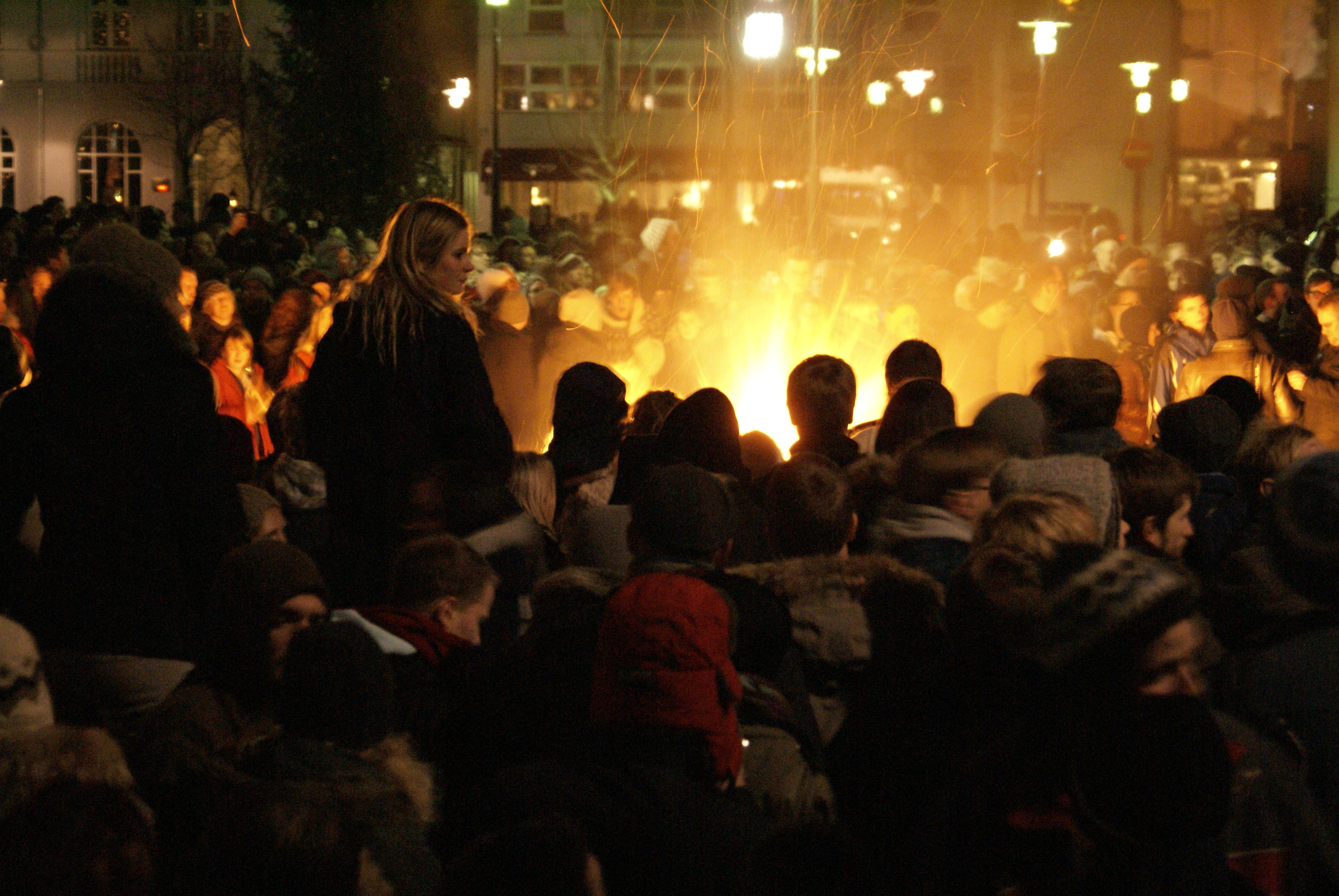
De nit es van encendre focs d'artifici i petites fogueres.

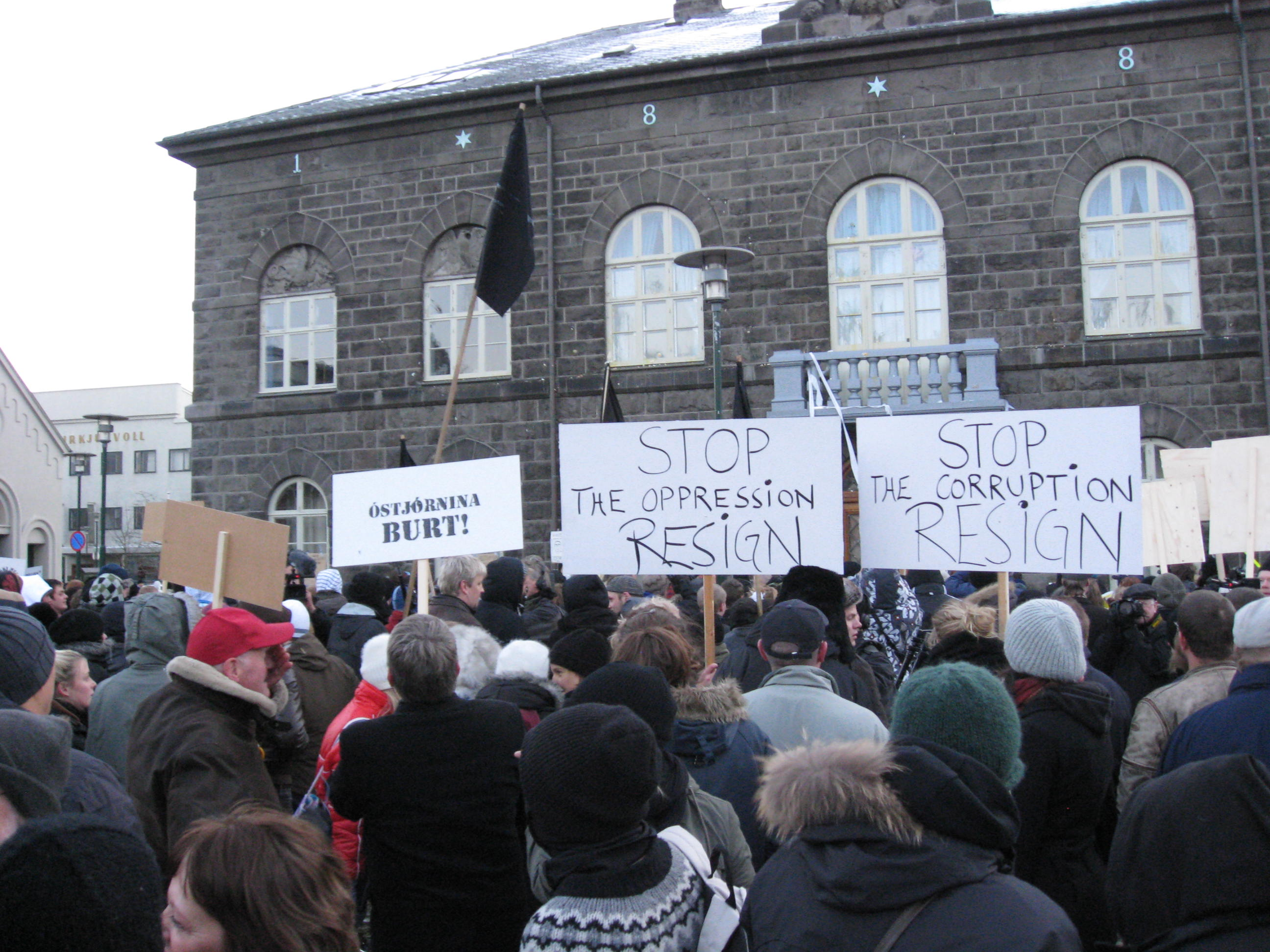
Pancartes davant del Parlament d'Islàndia, el 15 de novembre de 2008.

Les protestes ciutadanes de 2008 i 2009 a Islàndia, un procés conegut popularment com la Revolució de les Cassoles, són una sèrie de protestes no-violentes que van incloure manifestacions, concentracions, cassolades, llançament de sabates contra el Parlament, decoracions d'urinaris públics amb cares de banquers islandesos, etc., executades per una gran part de la població d'Islàndia a partir d'octubre de 2008 i al llarg de la resta d'aquest any i del 2009 per a mostrar el seu desacord amb la gestió que el seu govern feia de la crisi financera islandesa d'aquell mateix any, causada per l'especulació bancària en un context de desregulació total de la banca (des de 2001).
Aquest moviment apartidari i espontani va provocar la dimissió general de tots els polítics que formaven el govern i la convocatòria d'unes noves eleccions presidencials a la primavera de 2009. A més, l'antic primer ministre, Geir Haarde, fou acusat de negligència i portat als tribunals de justícia el 2011. El moviment també va intentar reformar la Constitució, va nacionalitzar la banca, va empresonar els mals banquers i va impedir -imposant referèndums- que el seu Estat se sotmetés a l'FMI i que les famílies islandeses paguessin el deute bancari.
Per poder copsar correctament la magnitud d'aquest procés, convé tenir present que Islàndia té només 320.000 habitants en total, i que el 60%, és a dir, 200.000 persones, viuen a la regió metropolitana de la capital.
Les revoltes islandeses es consideren un precedent, o per alguns és el primer moviment, d'"indignats" a Europa. Ha estat comparat amb les protestes de caràcter similar que s'han esdevingut a Grècia, Portugal, Espanya, Itàlia i més aïlladament en altres ciutats europees al llarg de 2010 i sobretot 2011. Els "indignats" dels altres països consideren "el cas islandès" com un referent, model i exemple.

## Protestes i canvi de govern (2008–2009)

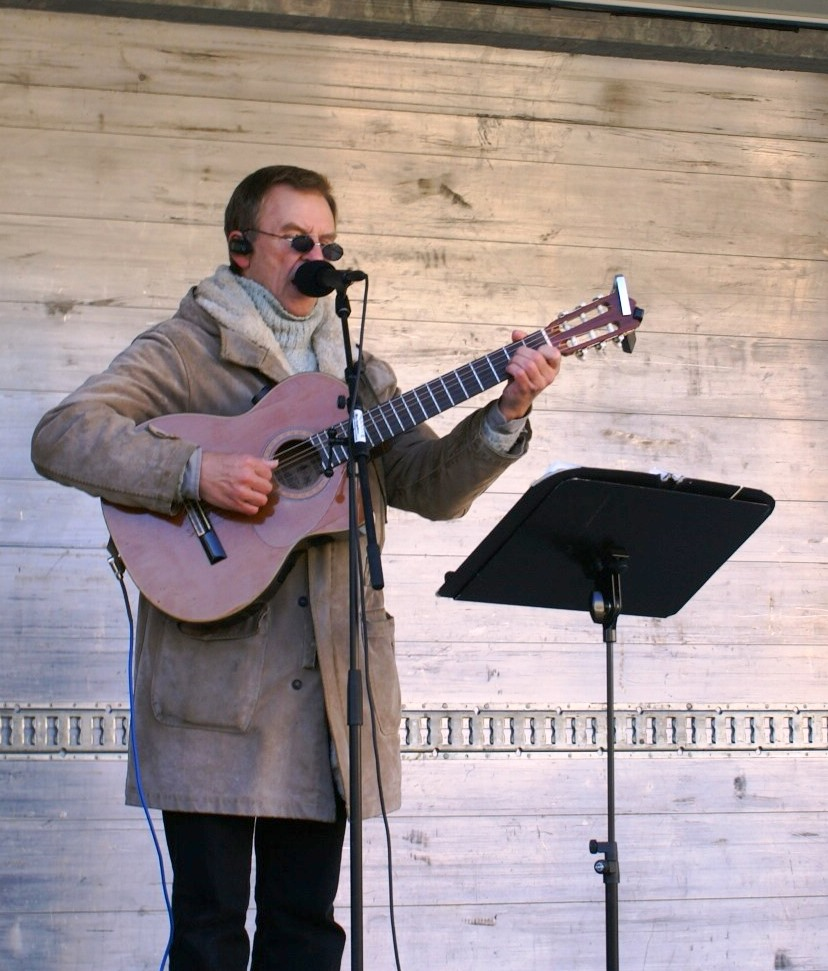
Hörður Torfason el 18 d'octubre de 2008, la segona setmana de les protestes.

Preocupat per l'estat de l'economia islandesa, el cantant Hörður Torfason endegà una protesta individual l'octubre de 2008. Torfason se situà "a Austurvöllur amb un micròfon obert i convidà la gent a parlar". A partir del dissabte següent s'establí una dinàmica de concentracions més organitzada: els Raddir fólksins. El grup de manifestants decidí concentrar-se cada dissabte fins que el Govern decidís dimitir. Torfason continuà dirigint les protestes des d'un escenari.
Les protestes foren la temàtica del xou televisiu anual de Cap d'Any, Áramótaskaupið. En un dels gags, l'actor Jón Gnarr interpretava un manifestant contra la crisi econòmica amb una pancarta que deia Helvítis fokking fokk!!, un joc de paraules de signe clarament escatològic. Aquesta frase va aparèixer ràpidament reproduïda a les pancartes de les manifestacions reals, i fins i tot va passar a utilitzar-se en diversos discursos.
El 20 de gener de 2009, les protestes van esdevenir avalots. Entre 1.000 i 2.000 persones van enfrontar-se a la policia antiavalots, que va emprar les porres i també gas pebre, al voltant de l'edifici del Parlament islandès (Althing), amb un mínim de 20 persones detingudes i 20 més ateses per exposició al gas pebre. Els manifestants colpejaven cassoles i feien sonar botzines per interrompre la primera compareixença de l'any del primer ministre Geir Haarde al Parlament. Alguns van trencar vidres de les finestres de l'Althing, van llençar skyr i boles de neu contra l'edifici, i bombes de fum dins del pati interior. L'ús de cassoles i paelles per fer soroll dugué la premsa local a parlar de la "Revolució de les Cassoles".
El 21 de gener, les protestes continuaren a Reykjavík, on el cotxe del primer ministre fou atacat amb boles de neu, ous i llaunes, i es reclamà la seva dimissió. Els edificis governamentals van quedar envoltats per una gernació de més de 3.000 persones que hi llençaren pintura i ous, i després la multitud es desplaçà cap a l'Althing, on un manifestant va escalar la tanca i hi va penjar un cartell amb la frase "Una traïció per imprudència segueix essent una traïció." No consta que ningú fos detingut.
El 22 de gener, la policia emprà gas lacrimogen per dispersar la gent a la plaça Austurvöllur, just davant de l'Althing, per primer cop des de les protestes contra l'OTAN del 1949. Uns 2.000 manifestants havien tingut encerclat l'edifici del Parlament des del dia abans, i van llençar-hi focs artificials, sabates, paper higiènic, pedres i rajoles. El cap de la policia de Reykjavík, Stefán Eiríksson, va dir que havien intentat dispersar un "nucli dur" de "pocs centenars" amb gas pebre abans de treure el gas lacrimogen. Stefán també va declarar que les protestes semblava que havien de durar, i que això suposava una situació nova per a Islàndia.

### Canvi de govern
Malgrat l'anunci fet el 23 de gener d'unes eleccions legislatives avançades per al 25 d'abril, junt amb l'explicació que el primer ministre Geir Haarde deixava la política per un càncer d'esòfag i que, per tant, ja no seria candidat a les eleccions, els manifestants van seguir omplint els carrers per reclamar una nova escena política i unes eleccions immediates. Haarde (Partit de la Independència) anuncià el 26 de gener que pretenia dimitir aviat, quan hagués pogut parlar amb l'Aliança Socialdemòcrata perquè el govern no es veiés afectat, però aquest intent va fracassar el mateix dia.
L'Aliança Socialdemòcrata formà un nou govern en minoria fent coalició amb el Moviment d'Esquerra-Verd, i amb el suport del Partit Progressista i del Partit Liberal, que es constituí l'1 de febrer. L'antiga ministra d'Afers Socials Jóhanna Sigurðardóttir esdevingué primera ministra. Els partits coaligats també van estar d'acord a convocar una assemblea constituent que havia de modificar la Constitució. On no hi hagué acord fou per convocar un referèndum preventiu sobre incorporar-se a la Unió Europea i sobre l'adopció de l'euro.

### Eleccions legislatives
Les eleccions legislatives es van celebrar a Islàndia el 25 d'abril del 2009 com una conseqüència de la forta pressió ciutadana que va suposar la Revolució de les Cassoles, que alhora era una resposta a la crisi financera islandesa. L'Aliança Socialdemòcrata i el Moviment d'Esquerra-Verd, que formaven la coalició de govern abans de les eleccions liderats per la primera ministra Jóhanna Sigurðardóttir, tots dos van guanyar en vots i la majoria d'escons a l'Althing (el Parlament islandès) es va eixamplar. El Partit Progressista també va millorar els seus resultats, i fins i tot el nou Moviment dels Ciutadans, constituït després de les protestes ciutadanes del gener, va entrar a l'Althing amb quatre escons. El gran perdedor fou, és clar, el Partit de la Independència, que s'havia mantingut al poder durant 18 anys precisament fins al gener del 2009: va perdre un terç dels seus antics votants i nou diputats.

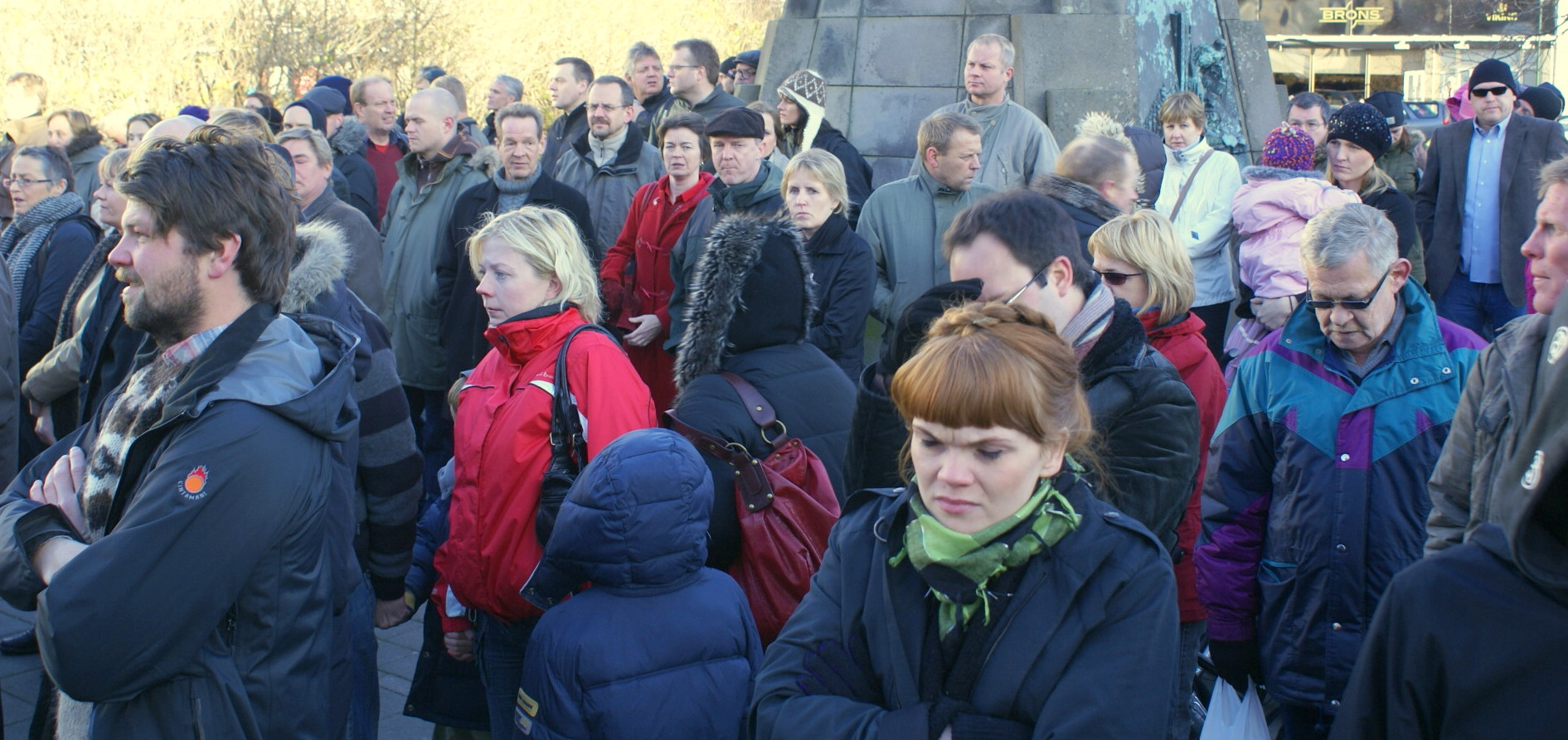
18 d'octubre de 2008
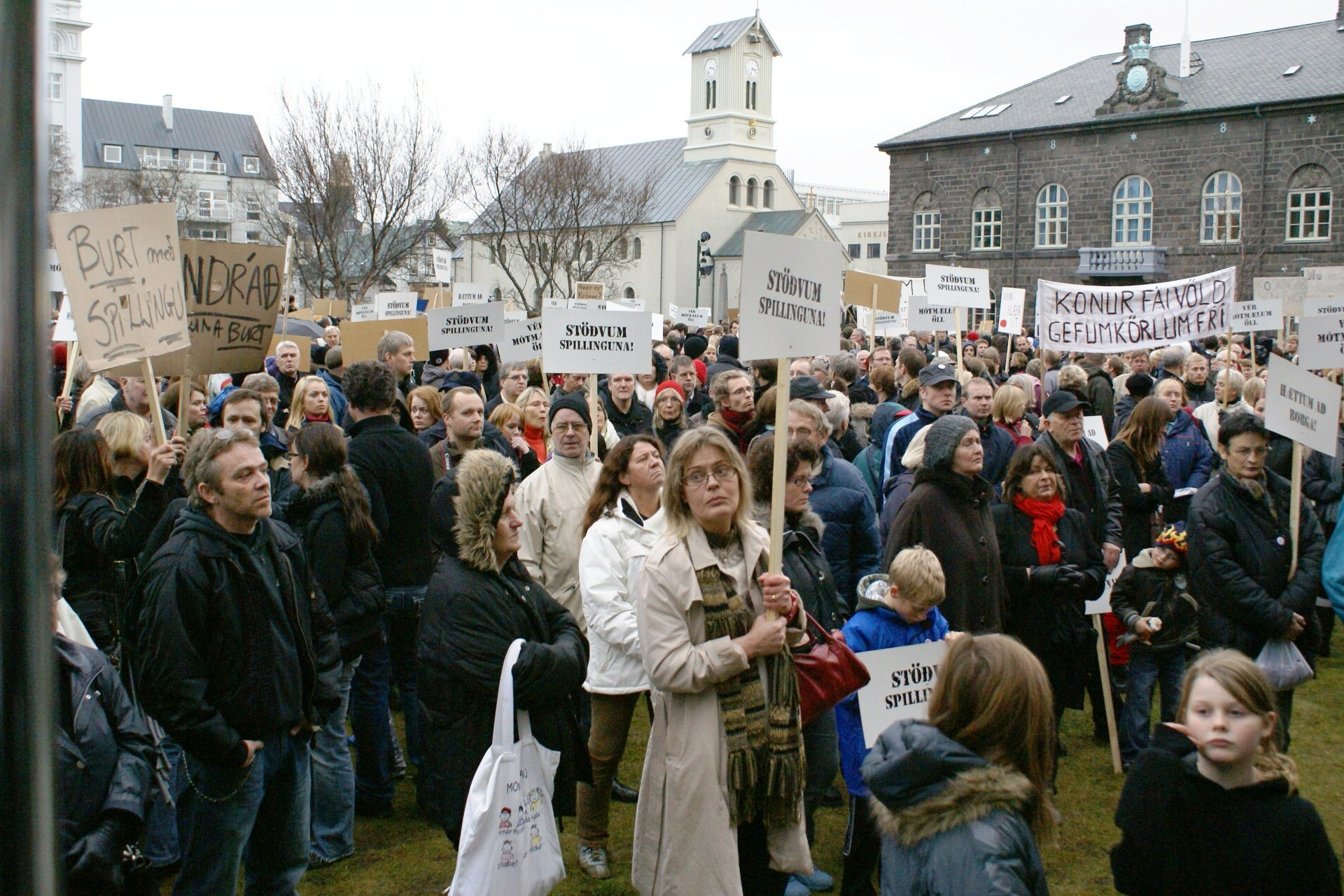
8 de novembre de 2008
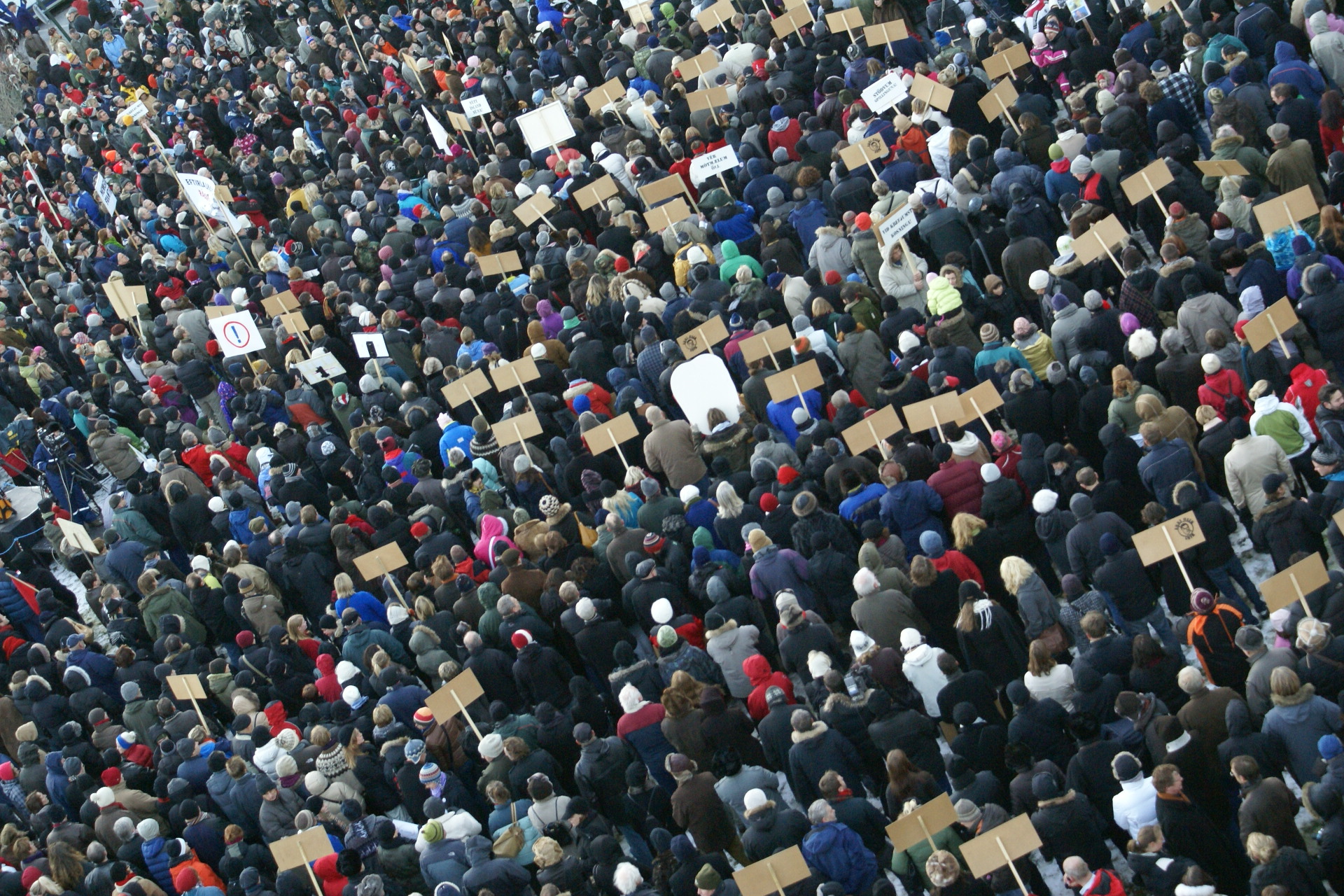
15 de novembre de 2008
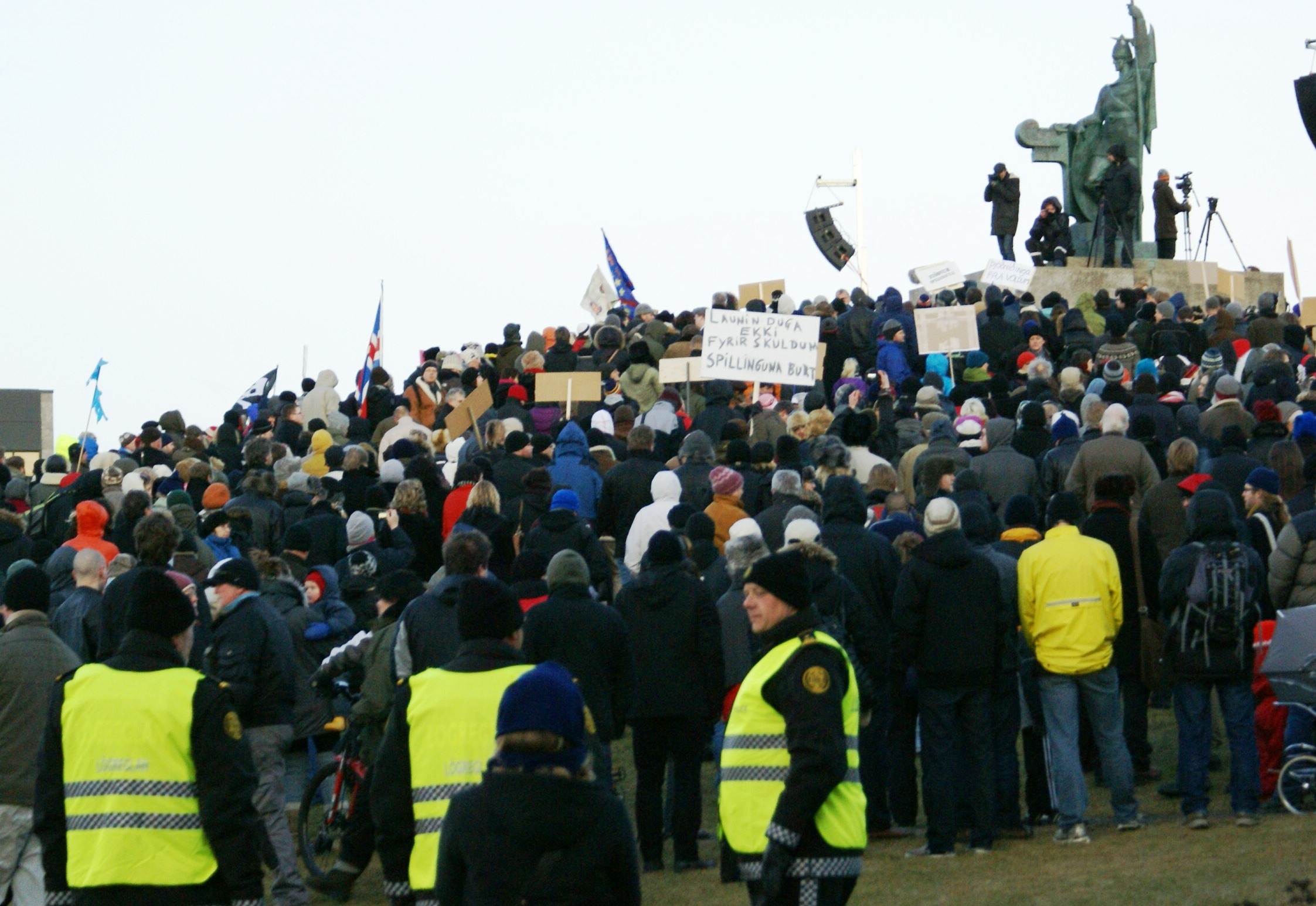
1 de desembre de 2008
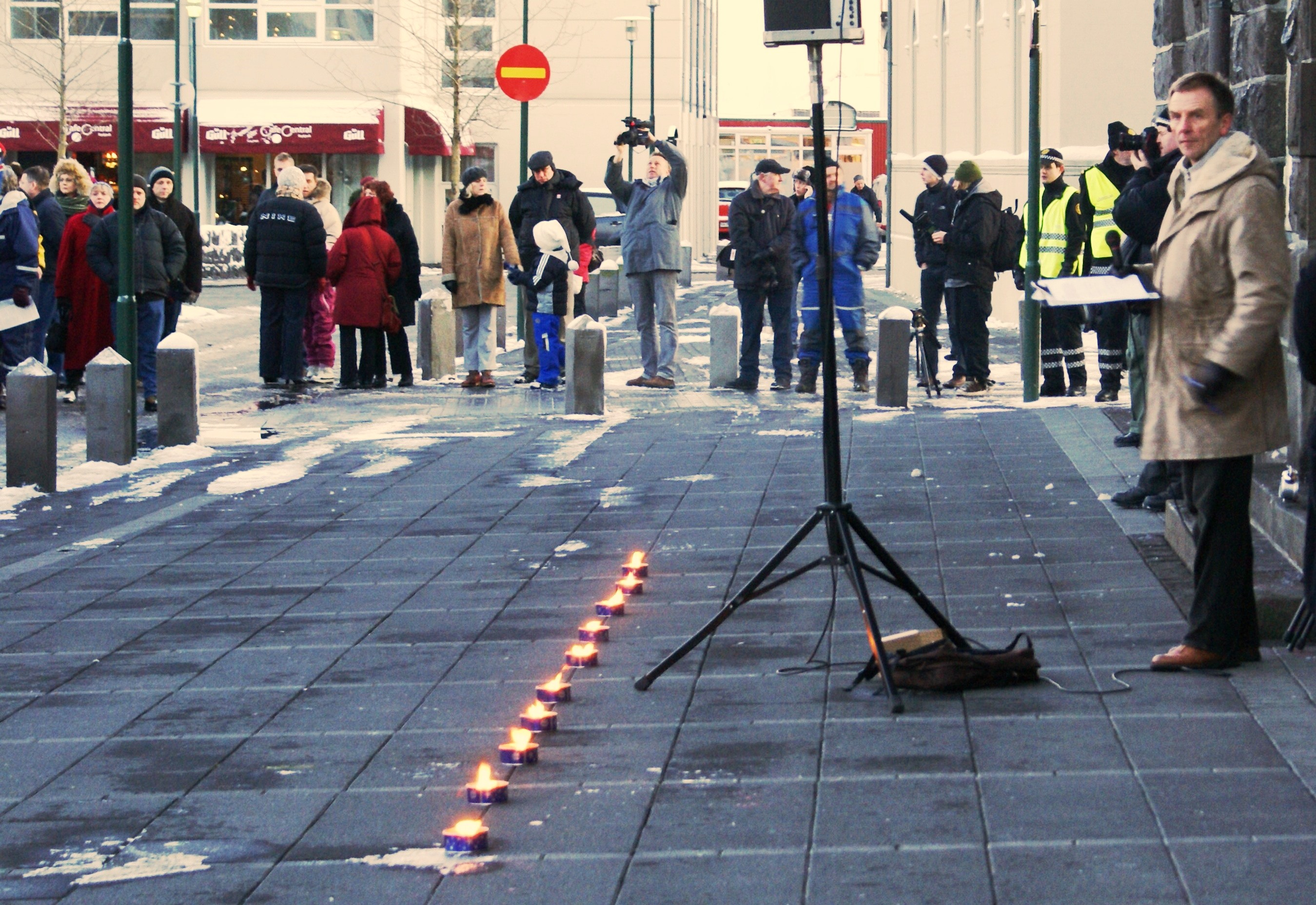
13 de desembre de 2008
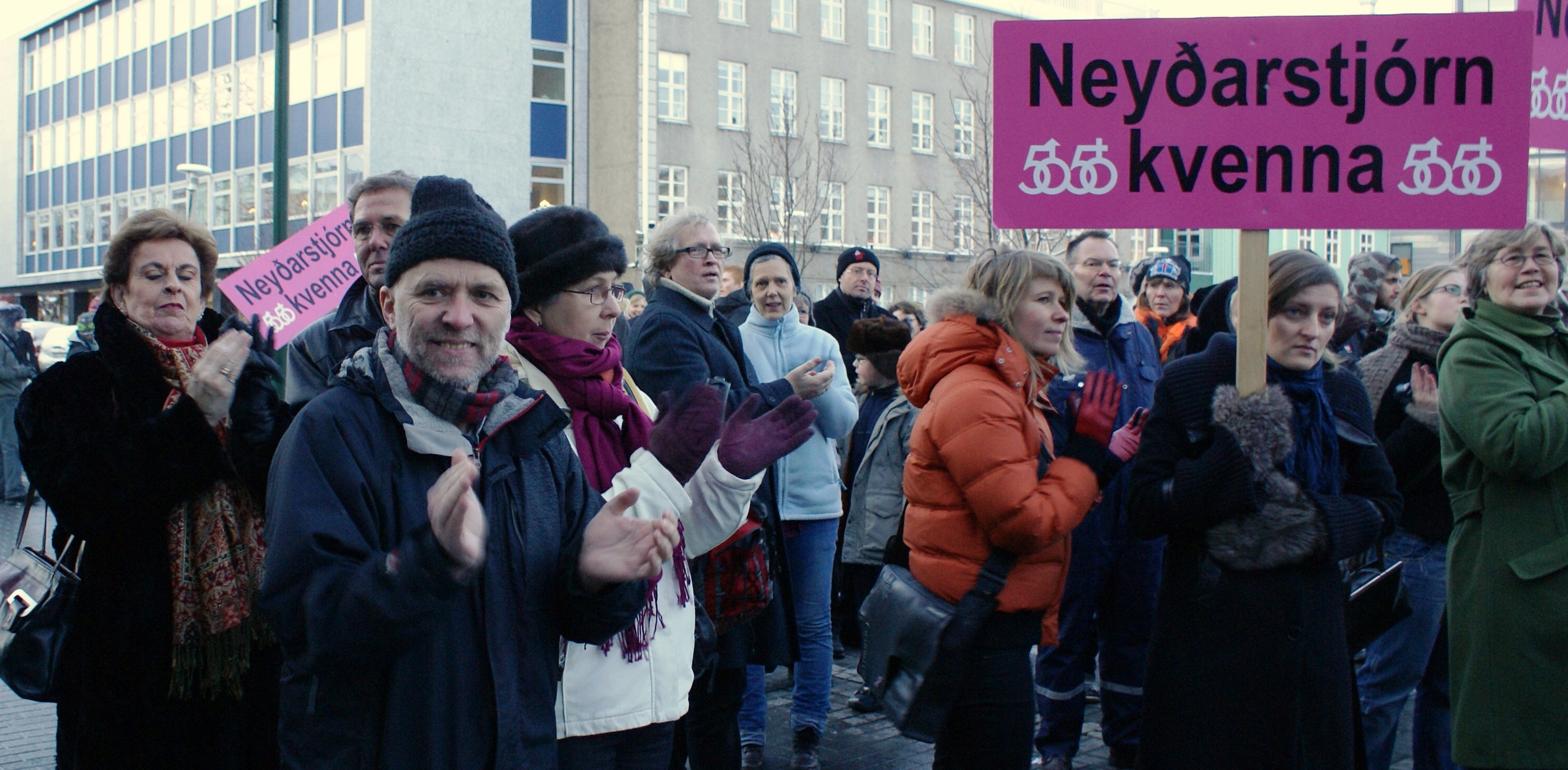
20 de desembre de 2008
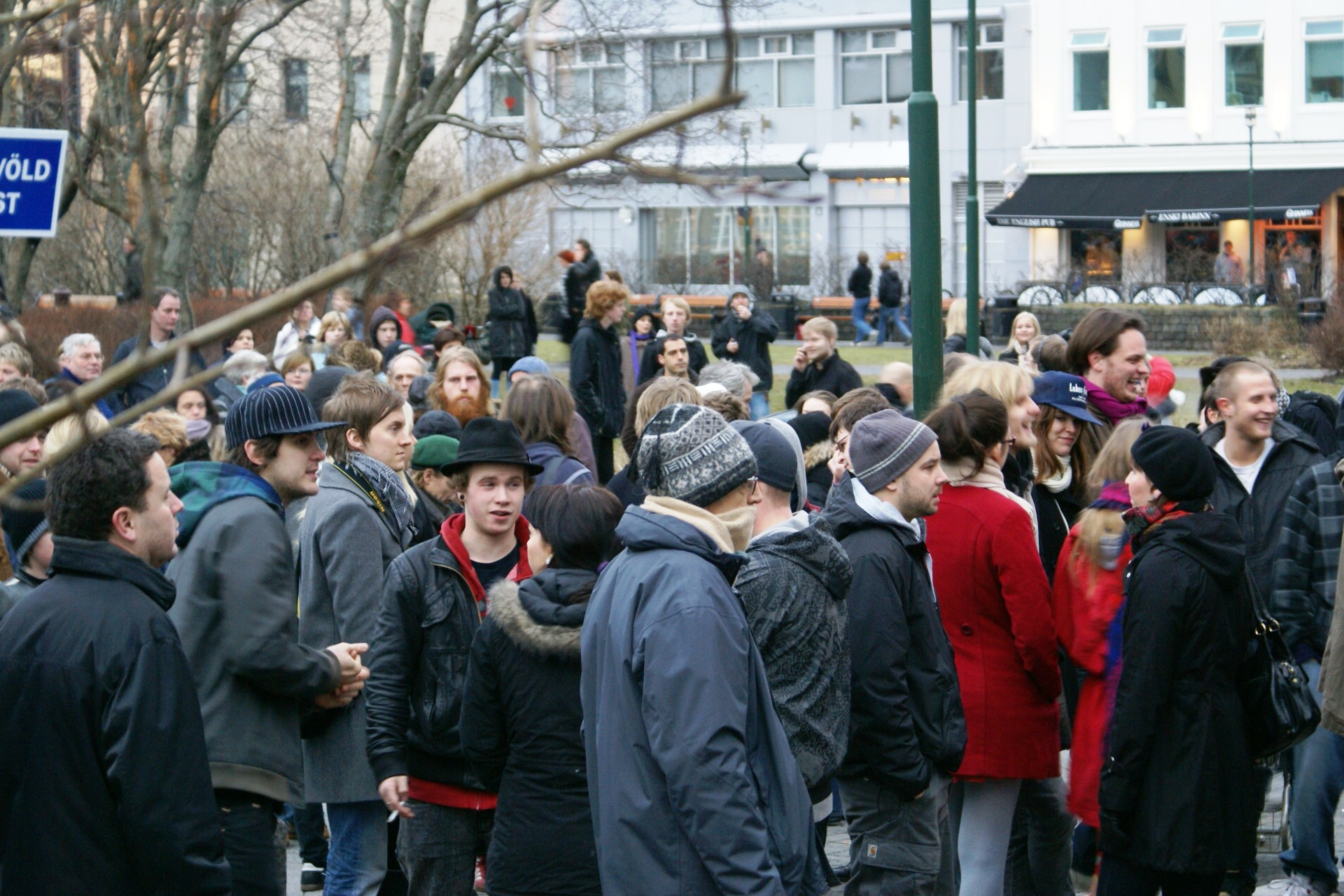
31 de desembre de 2008
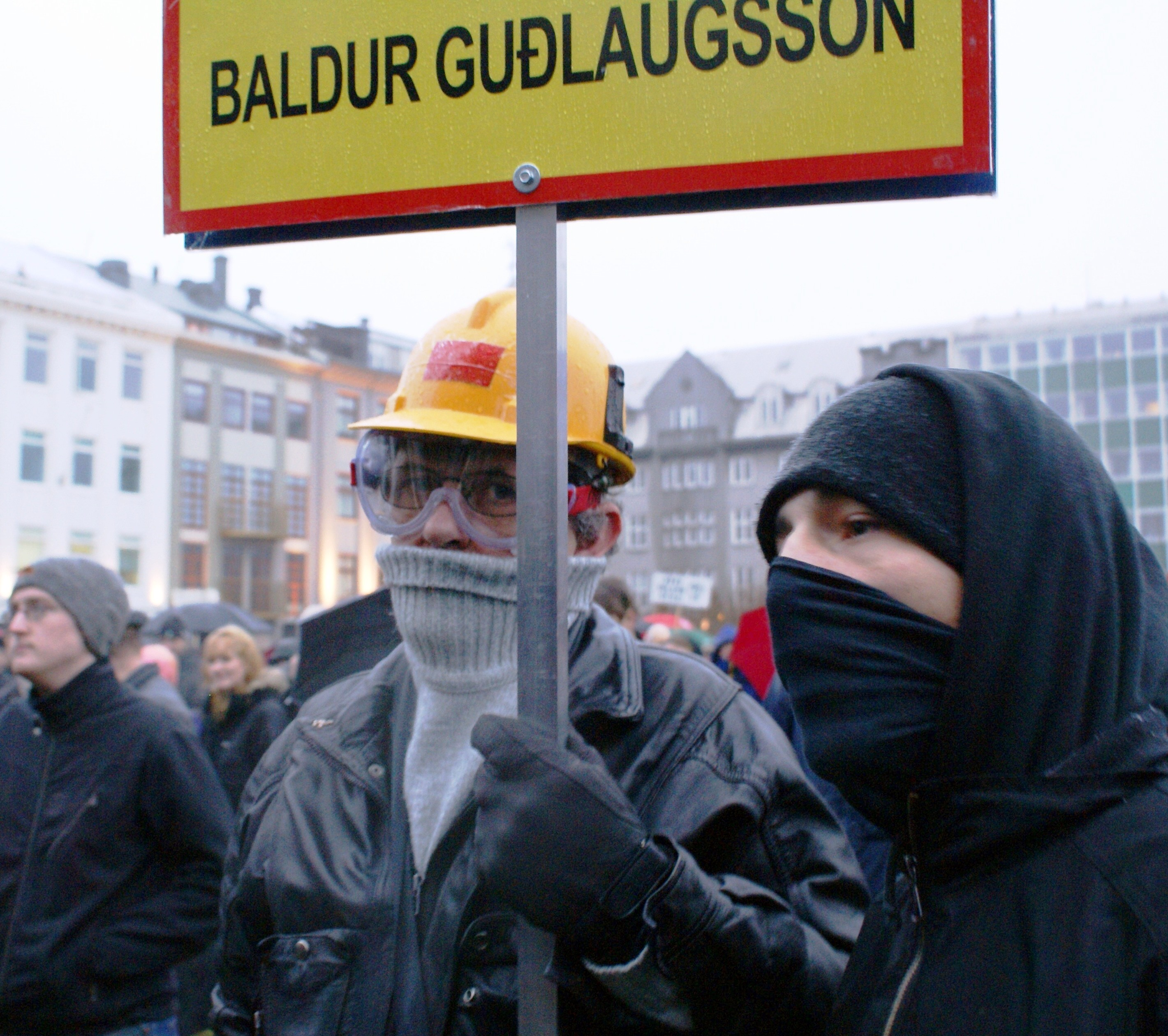
3 de gener de 2009
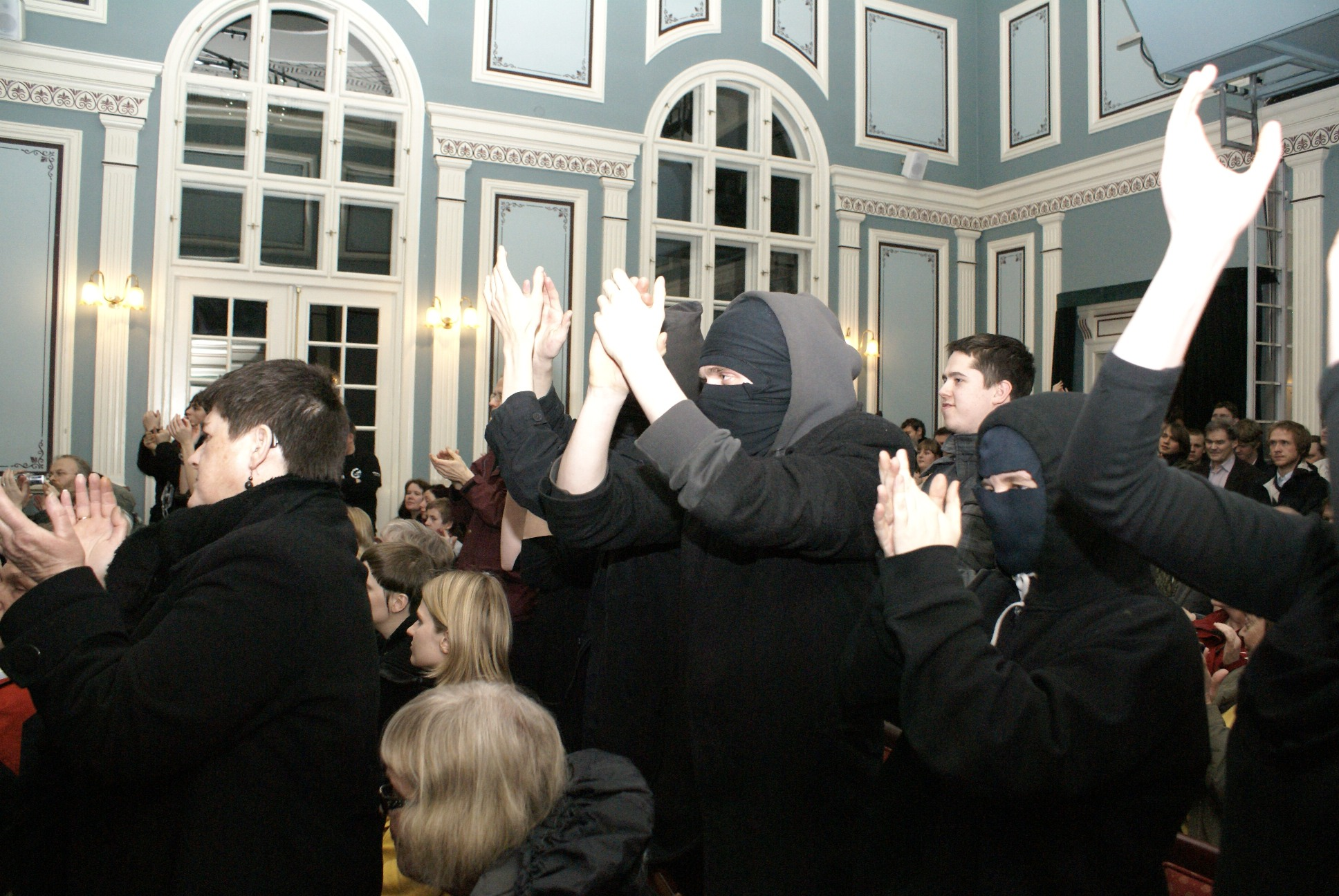
8 de gener de 2009
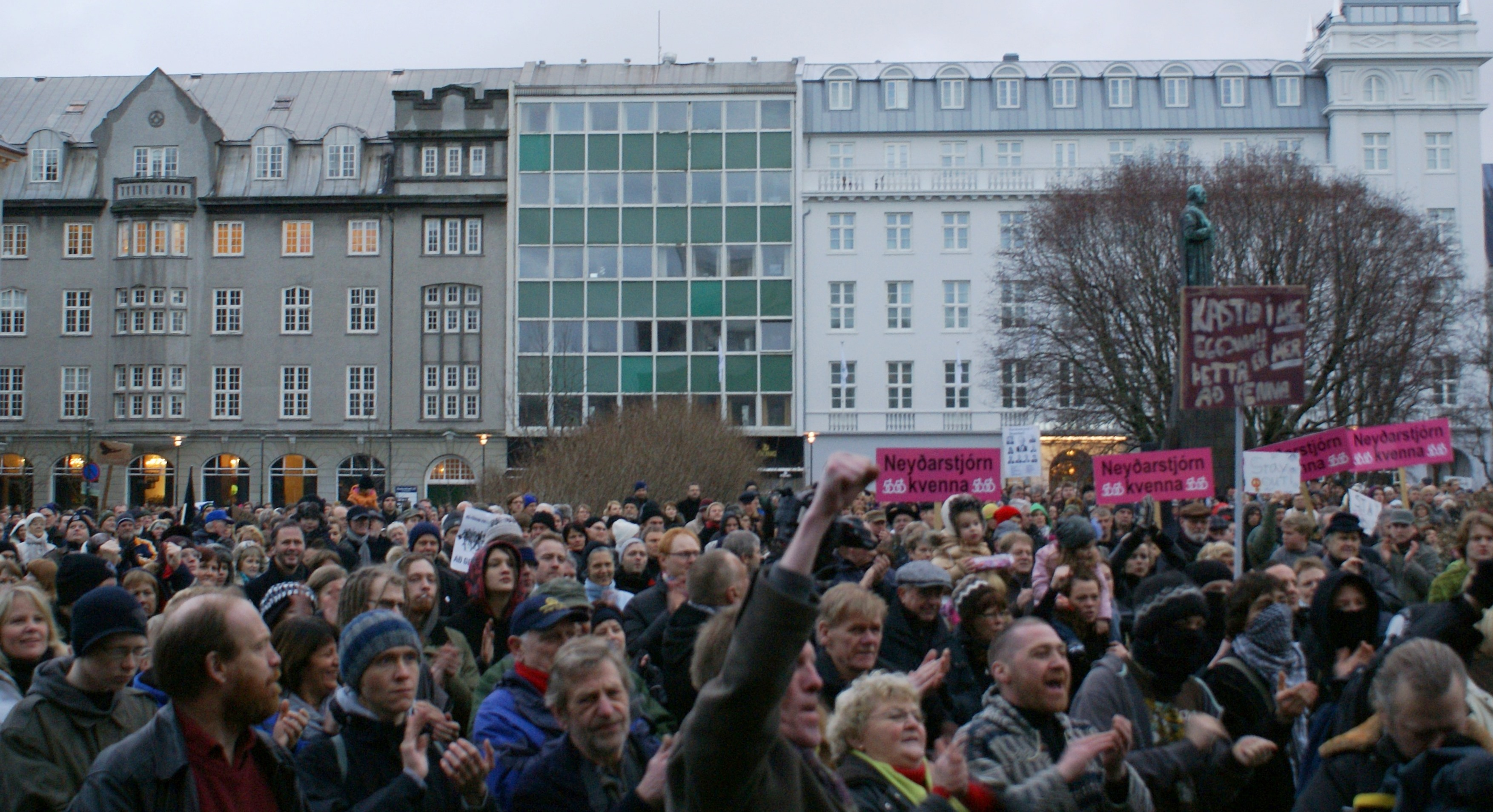
10 de gener de 2009
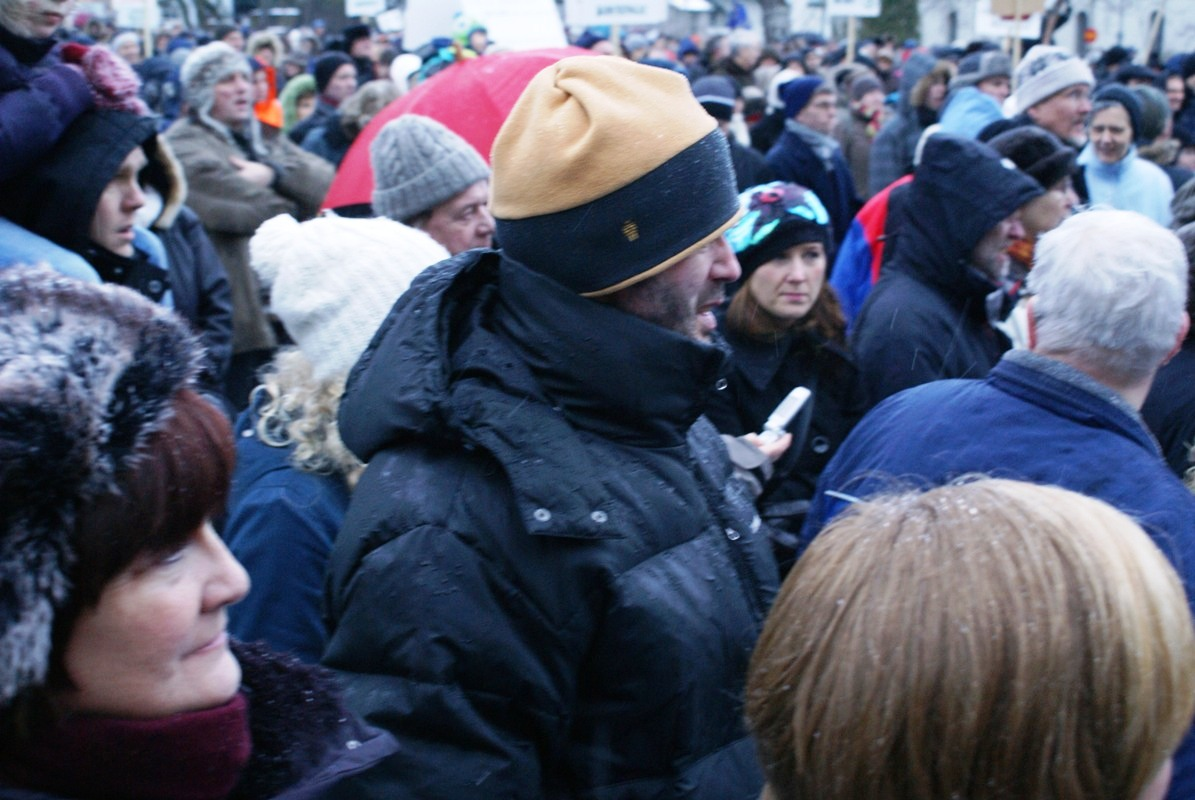
17 de gener de 2009
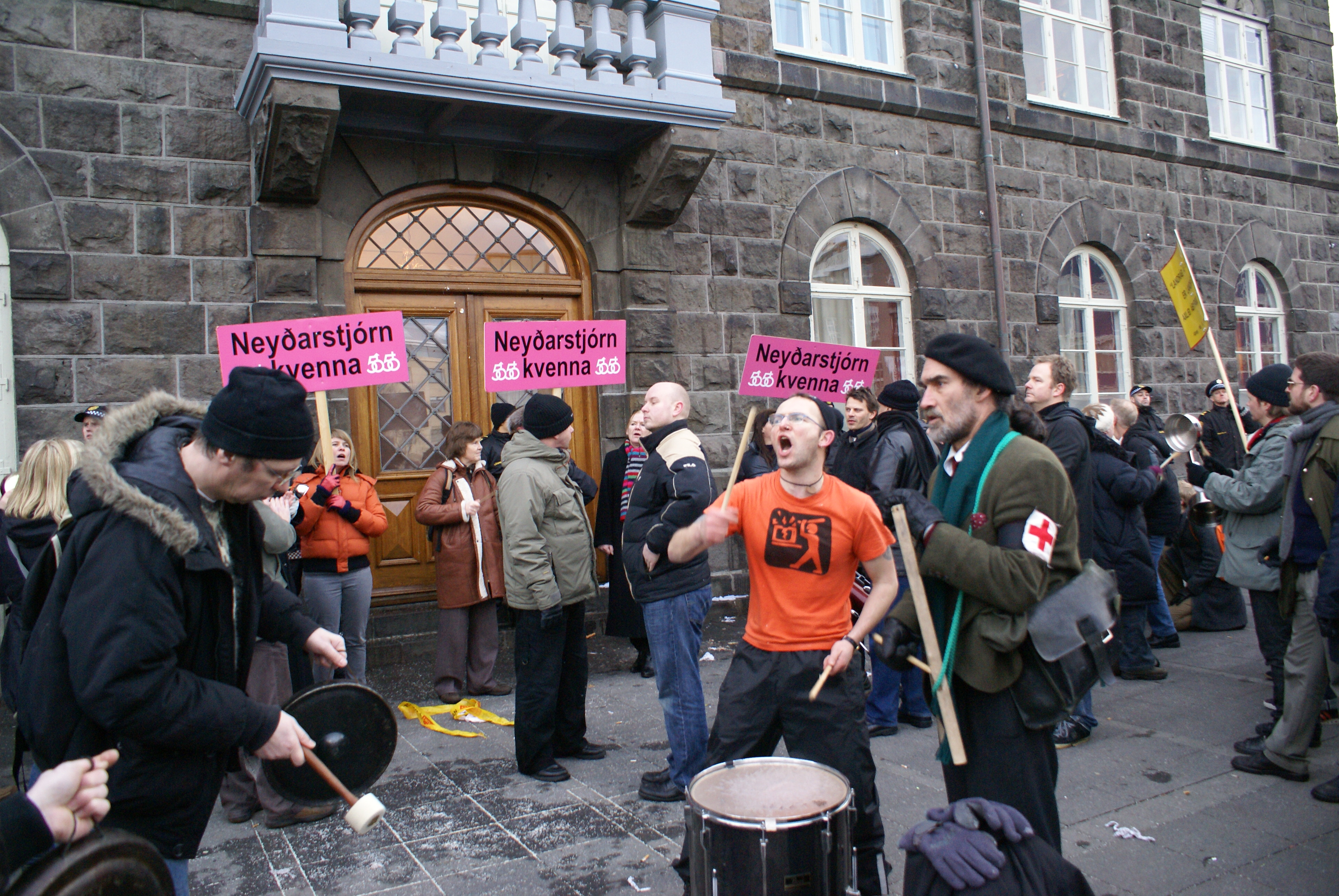
20 de gener de 2009
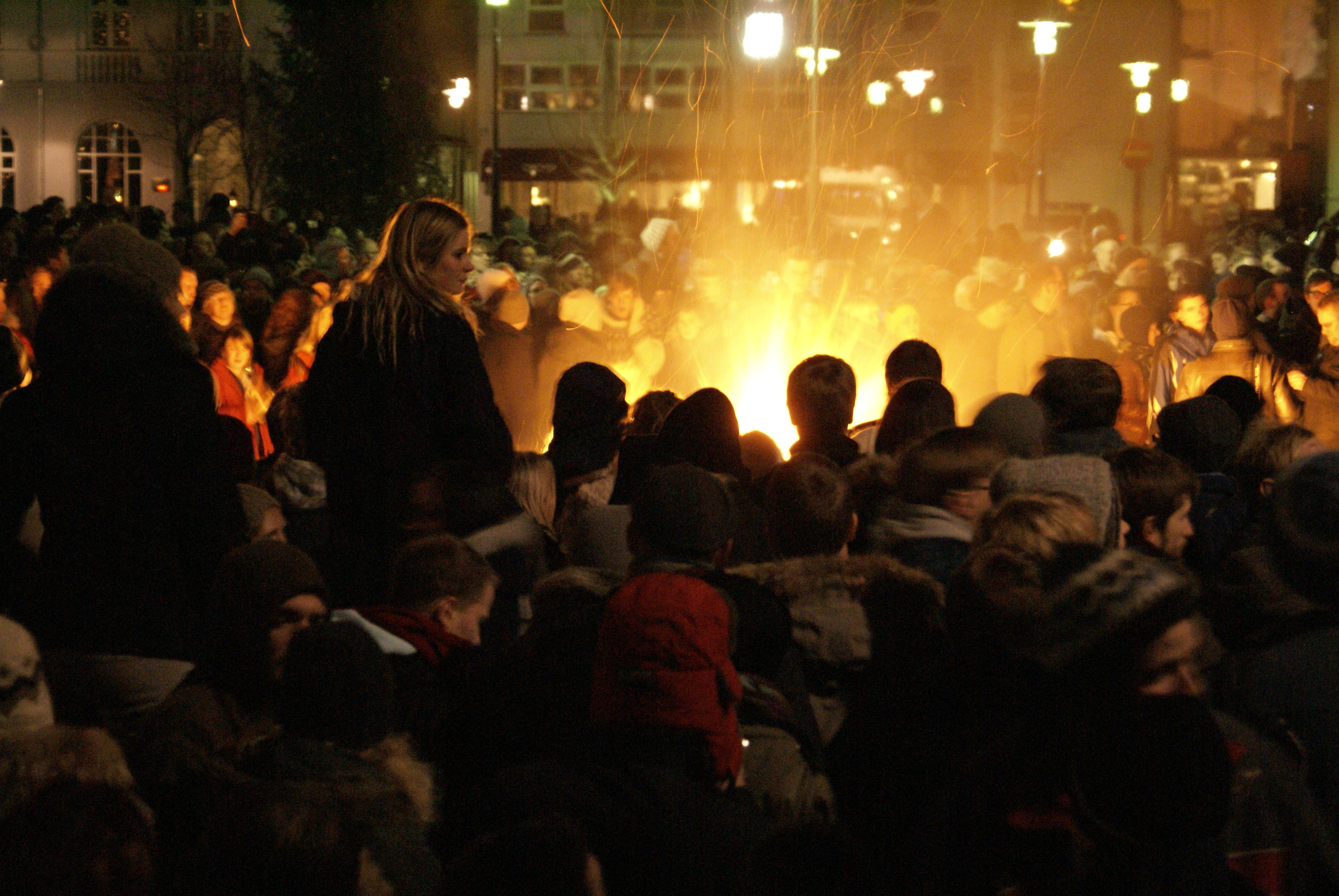
20 de gener de 2009
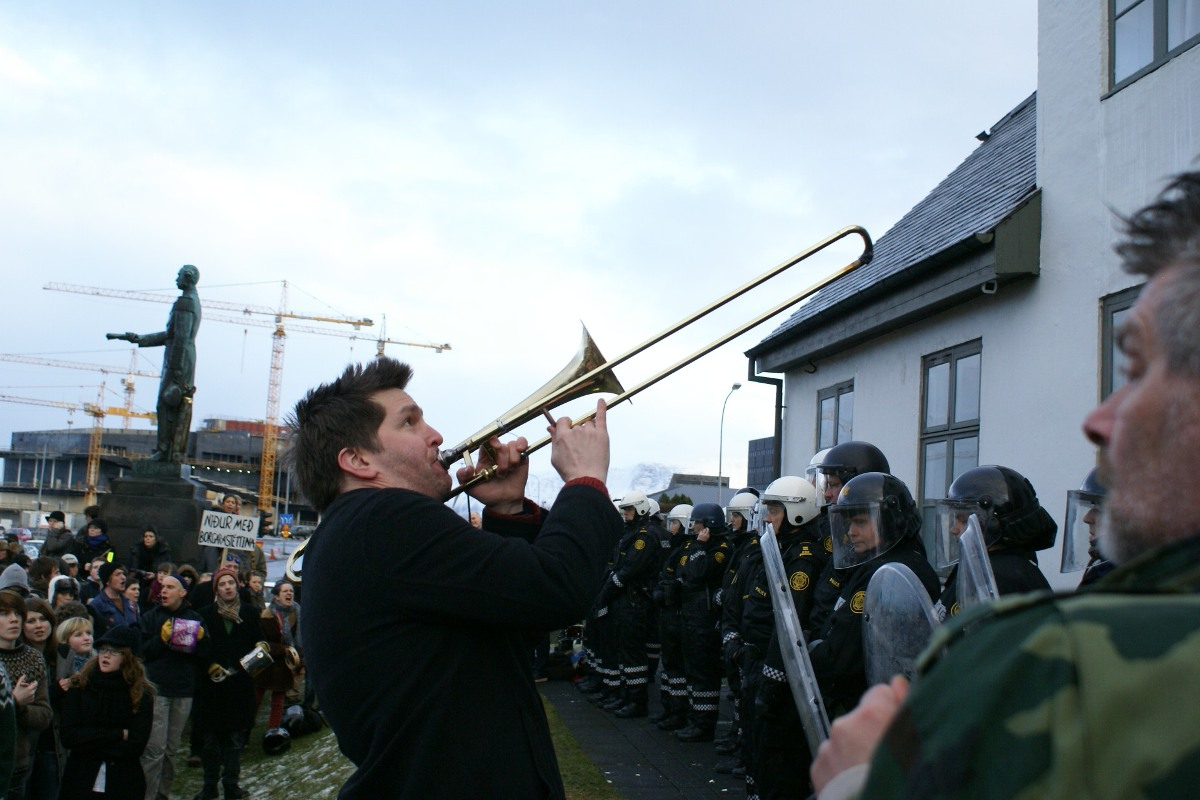
21 de gener de 2009
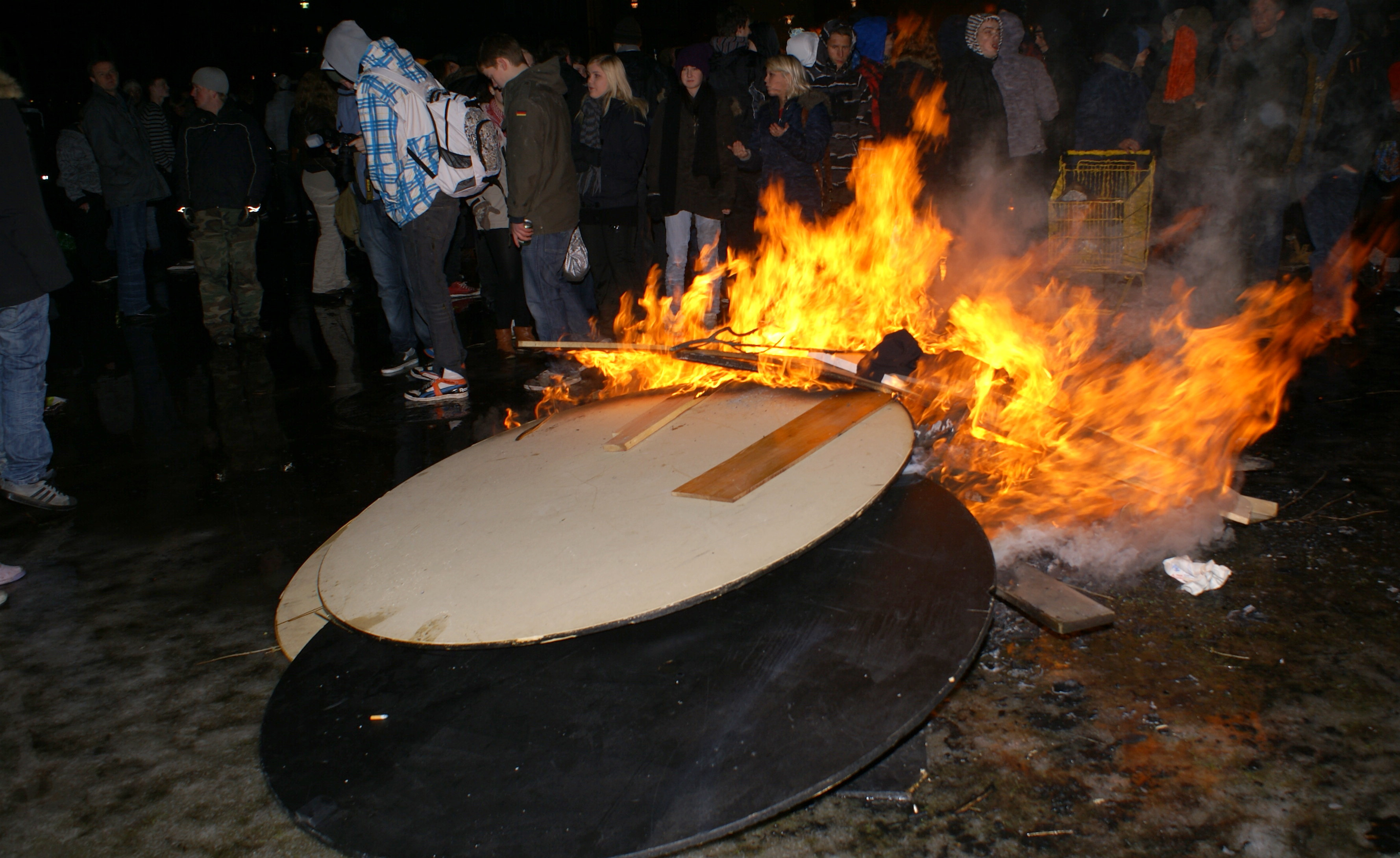
21 de gener de 2009
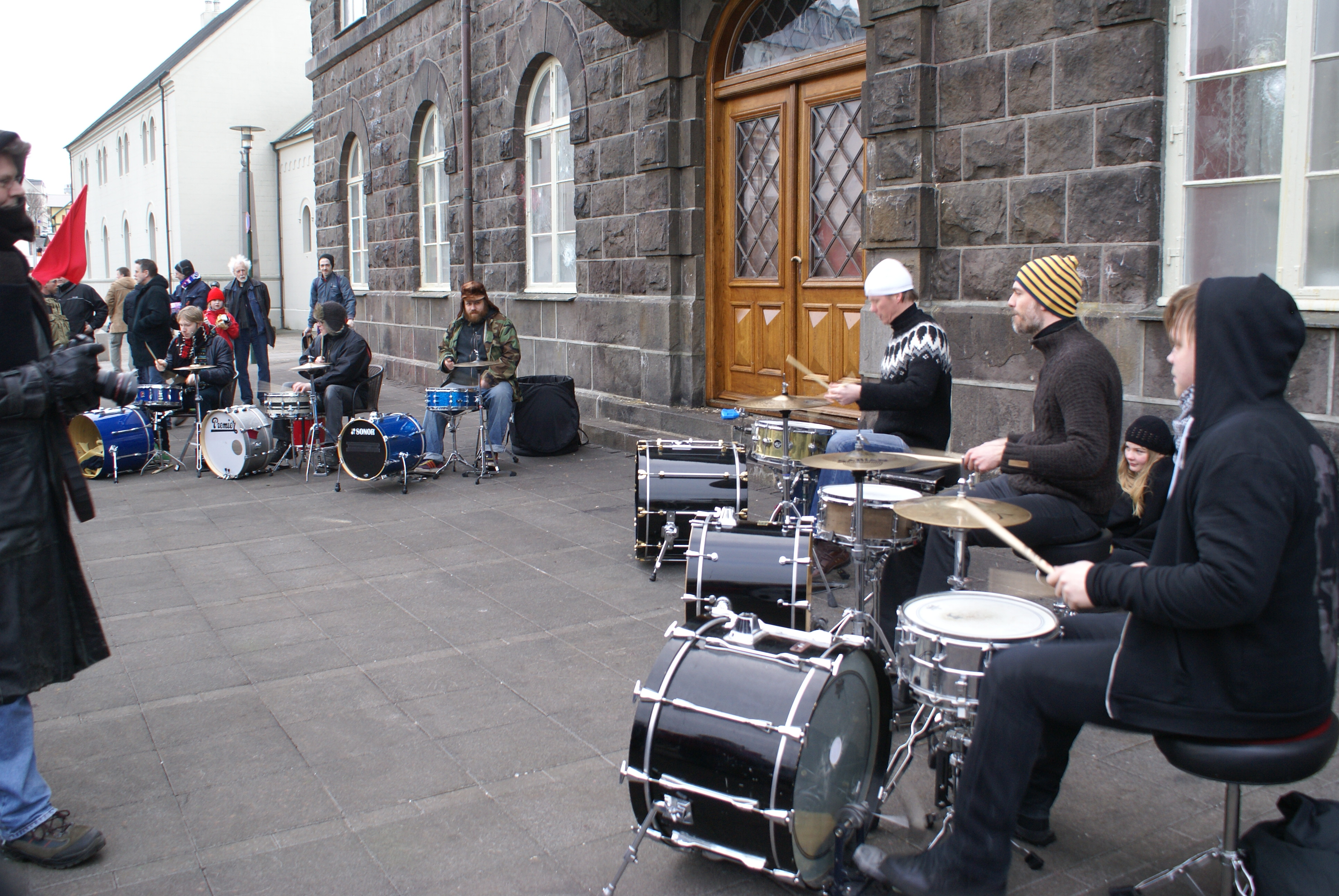
24 de gener de 2009
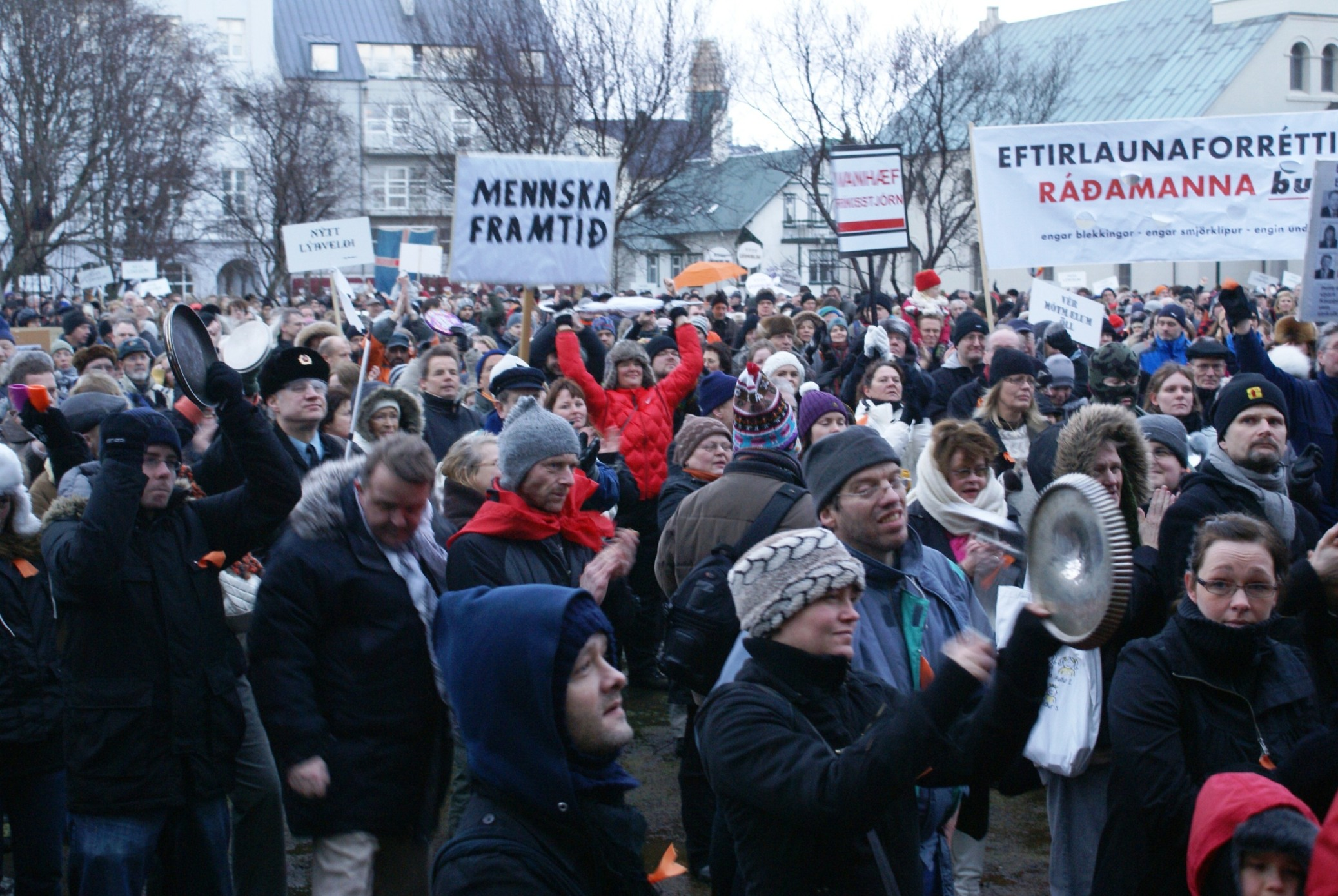
24 de gener de 2009
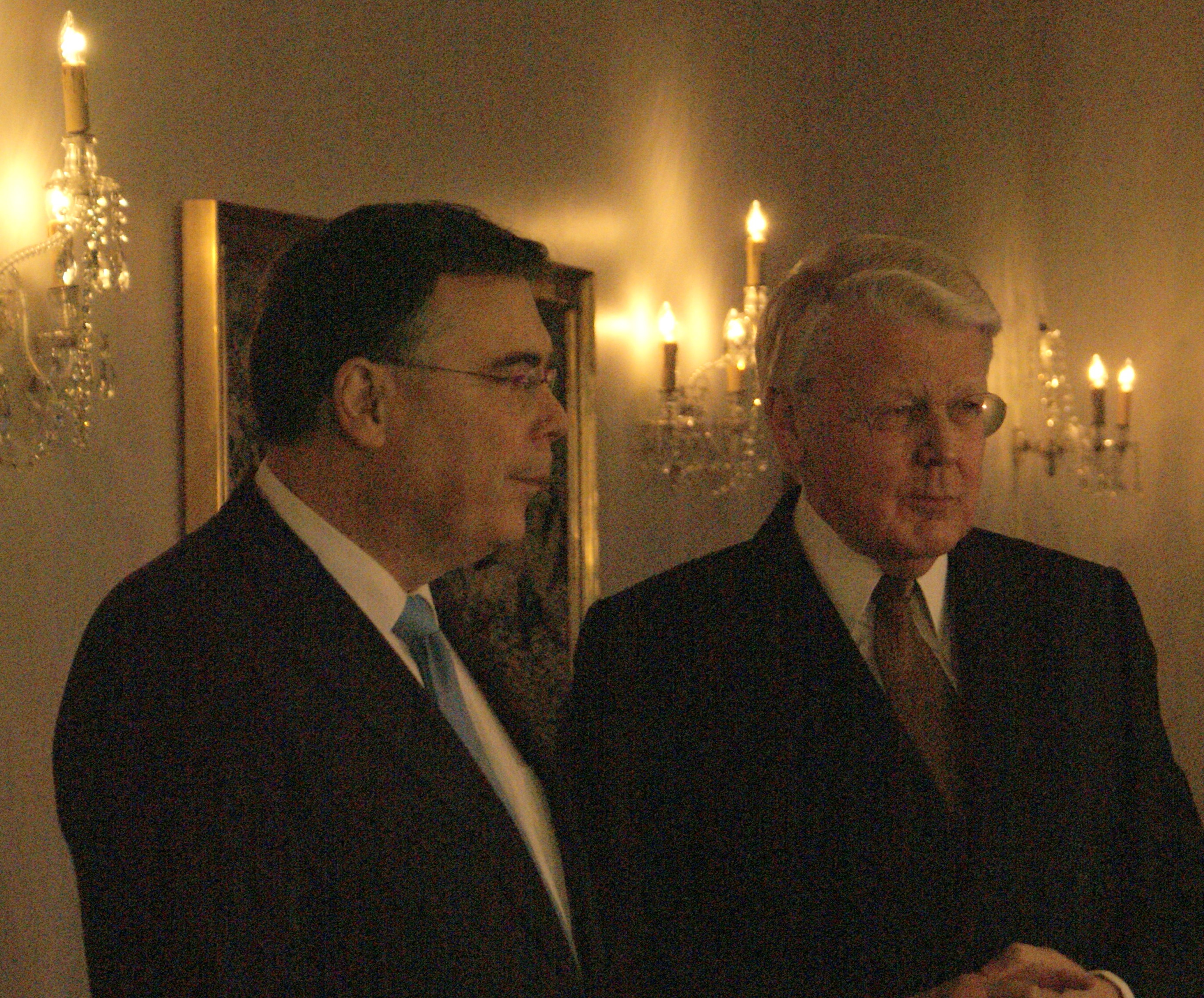
26 de gener de 2009
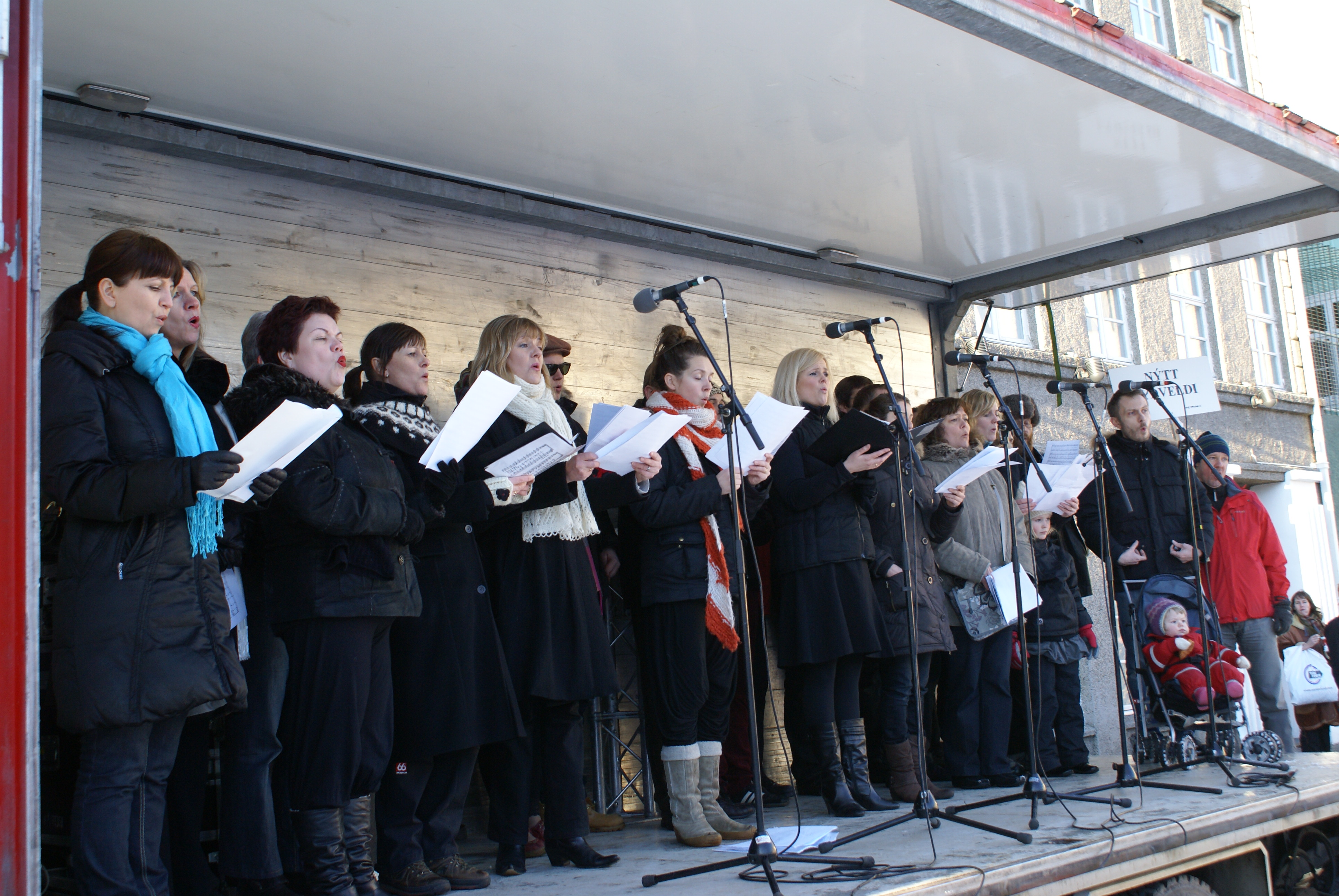
31 de gener de 2009

## Fòrums ciutadans i canvi constitucional (2009–2010)
Prenent bona nota de les protestes arreu de la nació i donant forma als esforços de les organitzacions civils, els partits de la nova coalició de govern van decidir que els ciutadans islandesos s'haurien d'involucrar en la redacció d'una nova Constitució per a Islàndia, de manera que el 4 de novembre de 2009 es van posar en marxa els debats sobre aquesta proposta. Paral·lelament a les protestes i als debats parlamentaris, els ciutadans van començar a treballar en assemblees constituents que es convocaven espontàniament, impulsades per grups d'activistes del tipus grassroots, especialment un que s'anomenava Anthill ("Formiguer"). El 14 de novembre es convocà un Fòrum Nacional (Þjóðfundur), en forma d'assemblea ciutadana al palau d'esports Laugardalshöll, a Reykjavík. El Fòrum Nacional havia d'establir la base per a la futura Assemblea Constituent (2011) i fou publicat a Internet perquè tothom hi tingués accés fàcilment.
Es va convocar 1.500 persones a participar en l'assemblea. D'aquests, 1.200 havien estat triats aleatòriament del cens, i els altres 300 representaven empreses, institucions diverses i altres grups significatius. Els participants eren representatius de tota la societat islandesa, d'edats que anaven dels 18 als 88 anys, i que provenien de totes les circumscripcions electorals del país: 73 de Norðvesturkjördæmi, 77 de Norðausturkjördæmi, 89 de Suðurkjördæmi, 365 de la metropolitana Suðvesturkjördæmi i 621 de les dues parts de Reykjavík juntes, el nord (Reykjavíkurkjördæmi Norður) i el sud (Reykjavíkurkjördæmi Suður). Finalment, el 47% eren dones i el 53% homes.
El 16 de juny de 2010 la Llei Constitucional fou acceptada a tràmit per part del Parlament i es va convocar un nou Fòrum. La Llei Constitucional prescrivia que tots els participants del Fòrum havien de ser triats del cens nacional, "amb la deguda raonable distribució de participants de tots els àmbits del país i amb equitat de gènere, tant com sigui possible". El Fòrum Nacional de 2010 fou endegat pel govern el 6 de novembre de 2010 i va reunir 950 participants, organitzats en subcomissions, que havien de treballar un document de 700 pàgines que havia de ser la base dels canvis constitucionals, que hauria de debatre una futura Assemblea Constituent. El Fòrum de 2010 va tirar endavant gràcies a la suma dels esforços del govern i del grup Anthill. Un Comitè Constitucional de set membres, designats pel Parlament, fou l'encarregat de supervisar el Fòrum i la presentació dels seus resultats, mentre que l'organització i el desenvolupament del Fòrum Nacional de 2010 correspongué al grup Anthill, que ja havia organitzat el primer Fòrum de 2009.

## Assemblea i Consell Constituents (2010–2011)
Per continuar el procés, el 27 de novembre de 2010 es van fer eleccions per triar els 25 membres d'un Consell Constitucional. Cap dels electes, 15 homes i 10 dones (60/40%, de manera que es complia el requisit de paritat de gèneres), no era militant de cap partit polític. Hi va haver diverses reclamacions contra aquesta elecció, i el Tribunal Suprem d'Islàndia n'anul·là el resultat el 25 de gener de 2011, considerant que s'havien comès diverses irregularitats greus d'acord amb la llei electoral islandesa, però el Parlament decidí que les al·legacions qüestionaven el procediment electoral, no els electes, de manera que aquestes 25 persones podien prendre possessió dels seus escons al nou Consell Constitucional. Així es va fer, i la reforma de la Constitució va tirar endavant. Finalment, el 29 de juliol de 2011 es va presentar al Parlament la proposta de reforma constitucional.

## Referèndums sobre el deute bancari (2010 i 2011)
Paral·lelament al procés de reforma constitucional, es van fer dos referèndums per decidir quina sortida calia donar a la crisi del banc Icesave, que comprometia l'estat islandès. Com que no s'havia fet cap referèndum a Islàndia des del 1944, calgué aprovar una nova llei que regulés aquestes consultes. La votació al Parlament fou el 8 de gener de 2010, amb el resultat de 49 vots a favor, cap en contra i 14 abstencions.
El primer referèndum fou el 6 de març de 2010. Es preguntava als ciutadans si acceptarien garantir el deute contret pel banc amb el Regne Unit i els Països Baixos, una decisió del Parlament que el president de la República no havia volgut assumir. La proposta fou sorollosament rebutjada pel 93% de vots en contra i menys del 2% a favor.
Després d'aquest referèndum, s'inicià una nova ronda de negociacions. El 16 de febrer de 2011, el Parlament islandès acordà pagar tot el deute a partir de l'any 2016, acabant abans del 2046, amb un interès fix del 3%. El President de la República tornà a negar-se a signar la resolució el 20 de febrer, de manera que calgué convocar un segon referèndum. Aquest se celebrà el 9 d'abril de 2011 i aquest cop el "no" tornà a guanyar però per un més equilibrat 60 a 40%. Després del segon referèndum perdut, els governs britànic i neerlandès van portar la seva reclamació al Tribunal de l'Associació Europea de Lliure Comerç, que acabaria donant la raó als islandesos.

## Judici contra l'ex-primer ministre (2010-2012)
El 28 de setembre de 2010, l'Althing decidí per 33 vots contra 30 sotmetre a judici l'ex-primer ministre Geir Haarde, però no la resta de membres de l'anterior govern, per negligència en les seves funcions. Haarde hauria de comparèixer davant un tribunal especial previst per a casos d'irregularitats comeses pels membres del govern, el Landsdómur, i era la primera vegada que es convocava aquest tribunal des de l'aprovació de la Constitució islandesa de 1905.
El judici començà a Reykjavík el 5 de març de 2012. El 23 d'abril, Geir Haarde fou trobat culpable de només una de les sis acusacions que se li havien formulat, per no haver convocat reunions del govern quan hi havia temes importants a tractar. El Landsdómur sentencià que Haarde no havia de patir cap pena, ja que la falta es considerava menor, i l'estat fou condemnat a pagar les despeses del judici. Després d'això, Haarde decidí, per principis, recórrer la sentència al Tribunal Europeu de Drets Humans, a Estrasburg, on el cas encara es troba pendent de revisió.

## Referèndum sobre la nova Constitució (2012)
Finalment, el Consell Constitucional presentà la proposta de nova Constitució el 29 de juliol de 2011. Era la primera "Constitució 2.0" del món, feta cooperativament per tots els ciutadans que hi havien volgut participar. El 24 de maig de 2012 l'Althing aprovà, per 35 vots a favor i 15 en contra, convocar un referèndum consultiu no més tard del 20 d'octubre. Només s'hi van oposar els diputats del Partit de la Independència, de dretes, que havia governat Islàndia fins a la Revolució de les Cassoles.
Finalment, el referèndum consultiu es feu el 20 d'octubre de 2012, i la proposta de nova Constitució rebé el suport del 67% de la població. Amb això, els diputats ja tenien unes directius clares sobre el que calia fer, però convé no oblidar el caràcter merament consultiu del referèndum. Els debats posteriors es van allargar i van incloure, també, una copiosa participació dels mass media, amb una majoria de comentaris adversos. La Comissió de Venècia també va recomanar algunes modificacions. Aleshores, el projecte ja es trobava madur per ser discutit i aprovat al Parlament, i fins i tot la majoria dels diputats hi eren favorables, però, en part a causa del filibusterisme de l'oposició de dretes, no hi va haver temps d'aprovar la nova Constitució abans de la dissolució de la cambra, prèvia a les eleccions del 2013.
Aquestes eleccions van retornar la majoria a la dreta (si bé amb una coalició força transversal), en part a causa d'un escàndol de corrupció que vinculava el primer ministre amb els anomenats Papers de Panamà. En conseqüència, la proposta va quedar oblidada, ja que la nova majoria no hi tenia cap interès i no la portava al seu programa electoral. Segons Thorvaldur Gylfason, Islàndia corre el perill de quedar fora del grup de les democràcies occidentals per aquest cas d'allunyament entre el poble i els seus representants. Tanmateix, el mateix autor també veu lloc per a l'optimisme quan escriu que vindran altres parlaments amb altres majories, i algun dia la Constitució feta pel poble pot arribar a ser aprovada.
En canvi, un altre referèndum per aturar les converses d'adhesió a la Unió Europea, proposat per alguns parlamentaris de la coalició d'esquerres governant, fou rebutjat per 34 vots en contra i 25 a favor, i ja no va tirar endavant.

## Conseqüències
La Revolució de les Cassoles va tenir un munt de conseqüències destacables.
Ja a finals de 2008, en un entorn en el qual altres països europeus tendien a la privatització dels diversos serveis estatals, Islàndia va nacionalitzar, sota la pressió de les "cassolades", la banca principal del país, el banc Kaupthing, reanomenat ara Arion. L'Estat també va intervenir als bancs Landsbanki i Glitnir, per compensar que en l'època anterior la banca no estava gens regularitzada.
Ben aviat, les protestes van provocar la dimissió primer del primer ministre i després de tot el govern de dretes en bloc el 2009, amb unes consegüents eleccions el 25 d'abril de 2009, que va guanyar una coalició d'esquerres i ecologista.
Els manifestants van demanar un informe que investigués les causes de la crisi, i aquest informe fou publicat el maig de 2009, amb el resultat que es culpava els banquers i el govern precedent de la crisi financera islandesa. L'antic primer ministre fou jutjat, tot i que se'n va sortir prou bé, i els considerats banquers responsables van ser detinguts i empresonats, i hauran de pagar importants multes (el que els demanen entre tots puja a més de dos mil milions d'euros).
Els manifestants van sortir novament al carrer per exigir un referèndum quan, ja a finals de 2009, el nou Parlament havia proposat una llei per a la devolució del deute que tenia un dels bancs islandesos en bancarrota amb el Regne Unit i els Països Baixos amb els diners de les famílies islandeses, que haurien de pagar durant quinze anys. El referèndum es va dur a terme i el "no" va guanyar amb un 93% dels vots, impedint-se així que s'apliqués aquella llei.
El 2010 es va endegar una reforma de la Constitució islandesa per a la reconstrucció del país. Aquesta proposta va ser redactada per un grup de persones sense cap afiliació política.
La tasca dels reformadors encara no ha acabat. El febrer de 2011, el Parlament islandès va aprovar una altra llei perquè els islandesos paguessin el deute bancari al Regne Unit i als Països Baixos amb un interès del 3,2% (el 2009 es proposava el 5,5%), però tampoc no va poder ser ratificada perquè els islandesos havien recollit prou signatures (40.000, en un país de poc més de 300.000 habitants) per fer una petició ciutadana de referèndum. Islàndia rebutjà el pagament d'interessos abusius, però sí que rescatà la banca amb diner públic (a l'estranger, però, el govern ho deixà en mans del capital privat).
Malgrat la crisi financera mundial i en concret la que va patir Islàndia, els islandesos han pogut preservar i mantenir l'estat del benestar. Alguns consideren que tenen un dels millors sistemes de sanitat del món, un notable sistema educatiu i "admirables" infraestructures, a més d'haver mantingut una renda per capita similar a la dels països europeus més rics. Islàndia, a diferència dels altres països afectats per la crisi, no demanà els diners per salvar els serveis públics a l'FMI, sinó als seus veïns Noruega, Canadà i les illes Fèroe. De fet, el març de 2017, havent retornat ja el préstec que s'havia demanat a l'FMI i un cop eliminades les restriccions al moviment de capitals, el govern islandès declarà oficialment superada la crisi de 2008.

## Comentaris
Roger Boyes, corresponsal de The Times a Berlín i el nord d'Europa, considera que els manifestants constituïen una "nova era de rebel·lió i avalot" a Europa, en el context de protestes similars causades per la crisi financera a Letònia, Bulgària i Grècia. La revolta d'Atenes fou atiada per la mort d'un noi a mans de la policia, però en el seu rerafons hi havia la crisi financera.
Robert Wade, professor de la London School of Economics, diu que el govern islandès hauria fallat durant els següents dies, i Fredrik Erixon, membre del think-tank Centre Europeu per la Política Econòmica Internacional (ECIPE), de Brussel·les, compara aquesta situació amb la Revolució Francesa de 1789.
Eirikur Bergmann, un politòleg islandès, escrigué a The Guardian que "Mentre Barack Obama estava prestant jurament del seu càrrec a Capitol Hill ahir, el poble d'Islàndia estava iniciant la primera revolució de la història de la República. La paraula 'revolució' pot semblar una mica exagerada, però donat el temperament calmat que normalment predomina en la política islandesa, els esdeveniments que s'estan desenvolupant representen, en última instància, una revolució en l'activisme polític." Valur Gunnarsson, també de The Guardian, escriu que "El govern d'Islàndia ahir a la nit feia mans i mànigues per evitar ser la primera administració a caure a causa de la crisi financera global." També ha escrit que "Els manifestants han començat a referir-se a la seva campanya continuada per fer fora el govern com la 'revolució de les cassoles', pel soroll de les olles i cassoles que ha estat present per totes les protestes."
Eva Heiða Önnudóttir ha estudiat la demografia dels manifestants i considera que els participants en les protestes d'Austurvollur venien de grups amb un gran historial de participació política i un major accés als recursos polítics que els que no participen, però ha trobat que això no era un factor determinant: més aviat és que els participants simplement potser tenien algun interès personal directe per protestar.
Escrivint just després de les eleccions de 2013, que van tornar el poder als partits més estretament associats amb l'esclat de la bombolla bancària islandesa, Gísli Pálsson i E. Paul Durrenberger conclouen que
«Tot i que el moviment dels grassroots, que havia tombat el govern després d'esclatar la crisi, queda tot desil·lusionat i desenganyat, el seu impacte no s'hauria de subestimar. Una important conseqüència d'aquest moviment, i un important tema emergent per a estudis posteriors, és una sèrie d'experiments fets amb la democràcia directa i els mitjans de comunicació social. Immediatament després de l'esclat, una empresa col·laborativa va posar en marxa els social media per preparar una Assemblea Nacional (Þjóðfundur) de 1.000 participants per redactar una nova Constitució. Tot i que el resultat final d'aquesta tasca no està clar, i que depèn en gran manera de la democràcia formal, indirecta, del Parlament, sí que sembla que podem parlar de que la gent s'ha sensibilitzat envers noves experiències democràtiques i s'ha posat en alerta envers possibles senyals de corrupció.»